# Zodiaque et travaux des mois de Vézelay

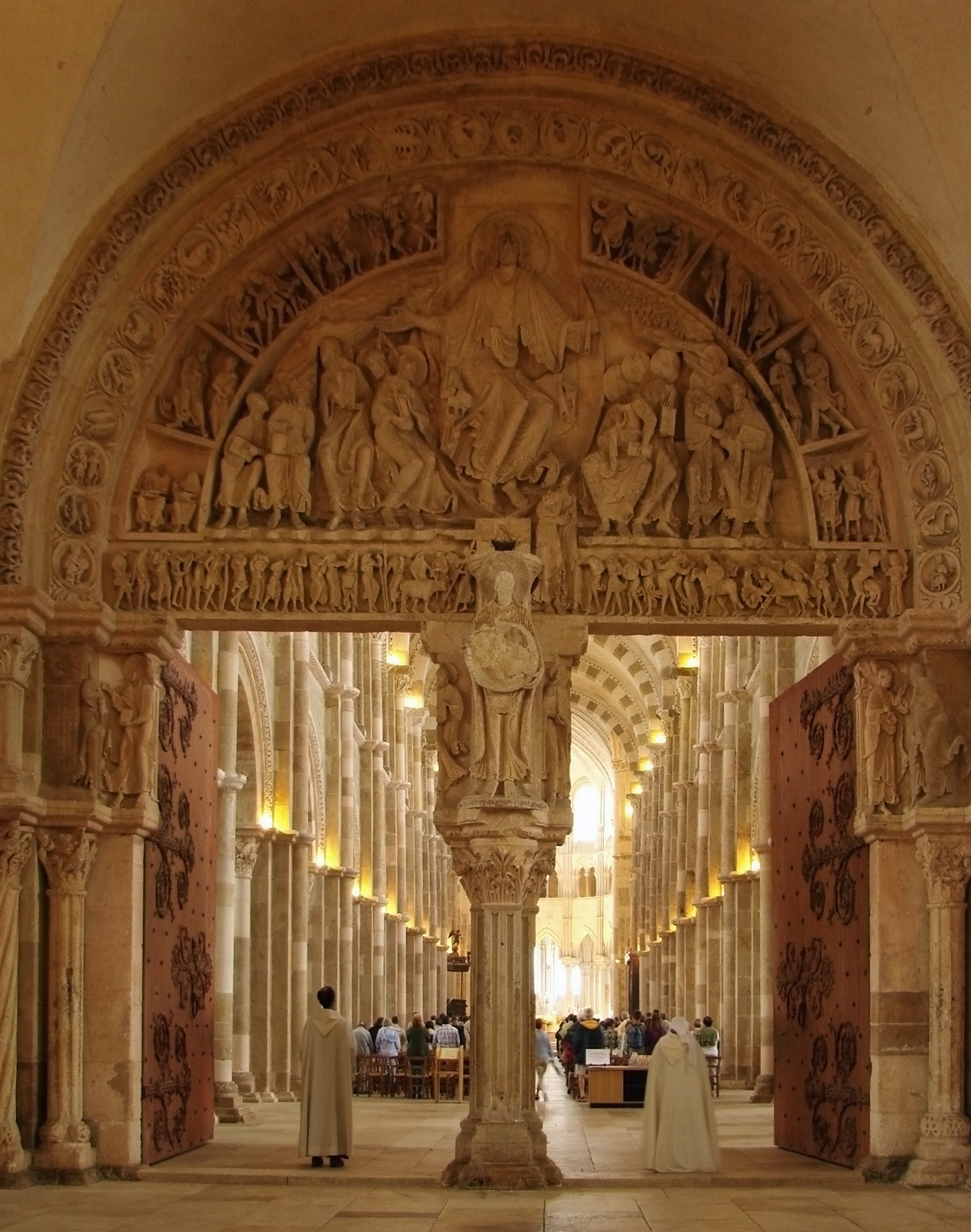
Vézelay, tympan central du narthex.

Le zodiaque et les travaux des mois de Vézelay est une série de trente médaillons sculptés dans le calcaire, qui ornent la première voussure encadrant le tympan de la porte centrale de la basilique de Vézelay, dans le narthex.
Ce tympan a été réalisé vers aux alentours de 1120-1130. Les sculptures calcaires ont été protégées des intempéries par le narthex de la basilique, mais ont souffert en revanche du vandalisme de la Révolution française, pendant laquelle l'ensemble conventuel avait été transformé en carrière de pierres.
L'association du zodiaque et des occupations des mois est un thème fréquent des XIe siècle et XIIe siècle. Il superpose des images du vécu populaire aux signes zodiacaux savants hérités de l’Antiquité, montrant ainsi l'articulation dans le déroulement du temps de la vie quotidienne terrestre par rapport à l’éternité immuable de l'ordre cosmique.
Les médaillons se lisent dans le sens des aiguilles d'une montre, qui correspond aussi au mouvement apparent du soleil au cours de la journée.

## Correspondance mois - signes
L'alternance des signes du zodiaque et des mois était plus régulière avant la réforme du calendrier grégorien, qui a recalé l'équinoxe de printemps aux alentours du 21 mars, et le solstice d'hiver vers le 21 décembre. Au Moyen Âge, le passage d'un signe à l'autre était décalé d'une dizaine de jours, ce dont témoigne encore le proverbe « à la Sainte-Luce, les jours croissent du saut d'une puce », qui plaçait le solstice d'hiver au 13 décembre.
Au XIe siècle, chaque mois se trouvait donc à cheval entre deux signes, et chaque signe se trouvait réparti sur deux mois. Cette alternance est la même que celle retenue pour le portail de la cathédrale Saint-Lazare d'Autun, plus logique que l'appariement d'un signe et d'un mois que l'on trouve par exemple sur le vitrail du zodiaque à Chartres, ou dans le zodiaque de la cathédrale d'Amiens.
La correspondance entre signes et mois n'est cependant pas très claire, du fait de médaillons intercalaires qui viennent perturber l'alternance naturelle entre signes et mois. Ce rythme est en effet interrompu trois fois. Deux scènes « terrestres » figurent entre taureau et gémeaux d'une part, et entre vierge et balance d'autre part. Enfin, au sommet du tympan, l'intervalle entre cancer et lion est occupé par trois médaillons et demi.

## Le pain et le vin

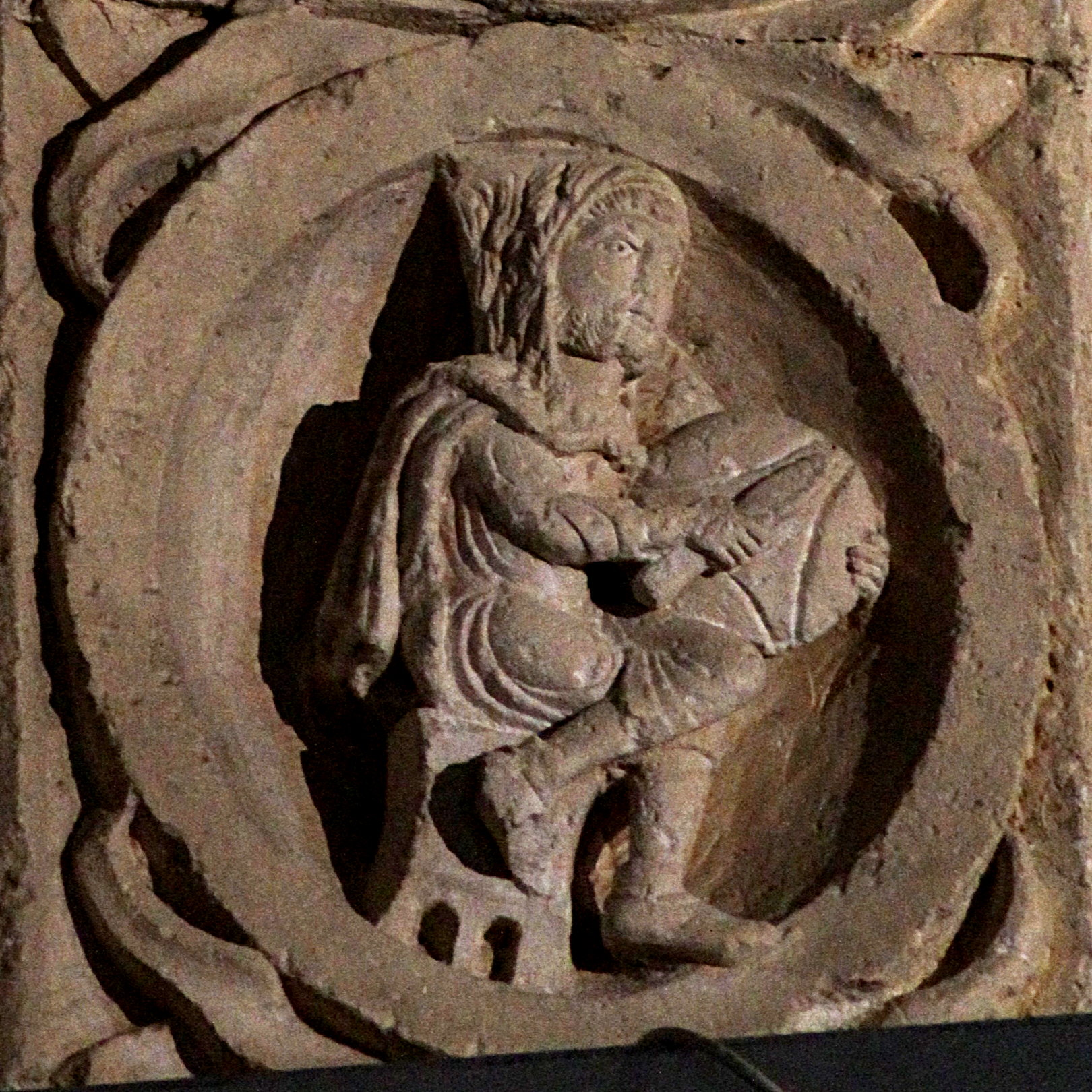

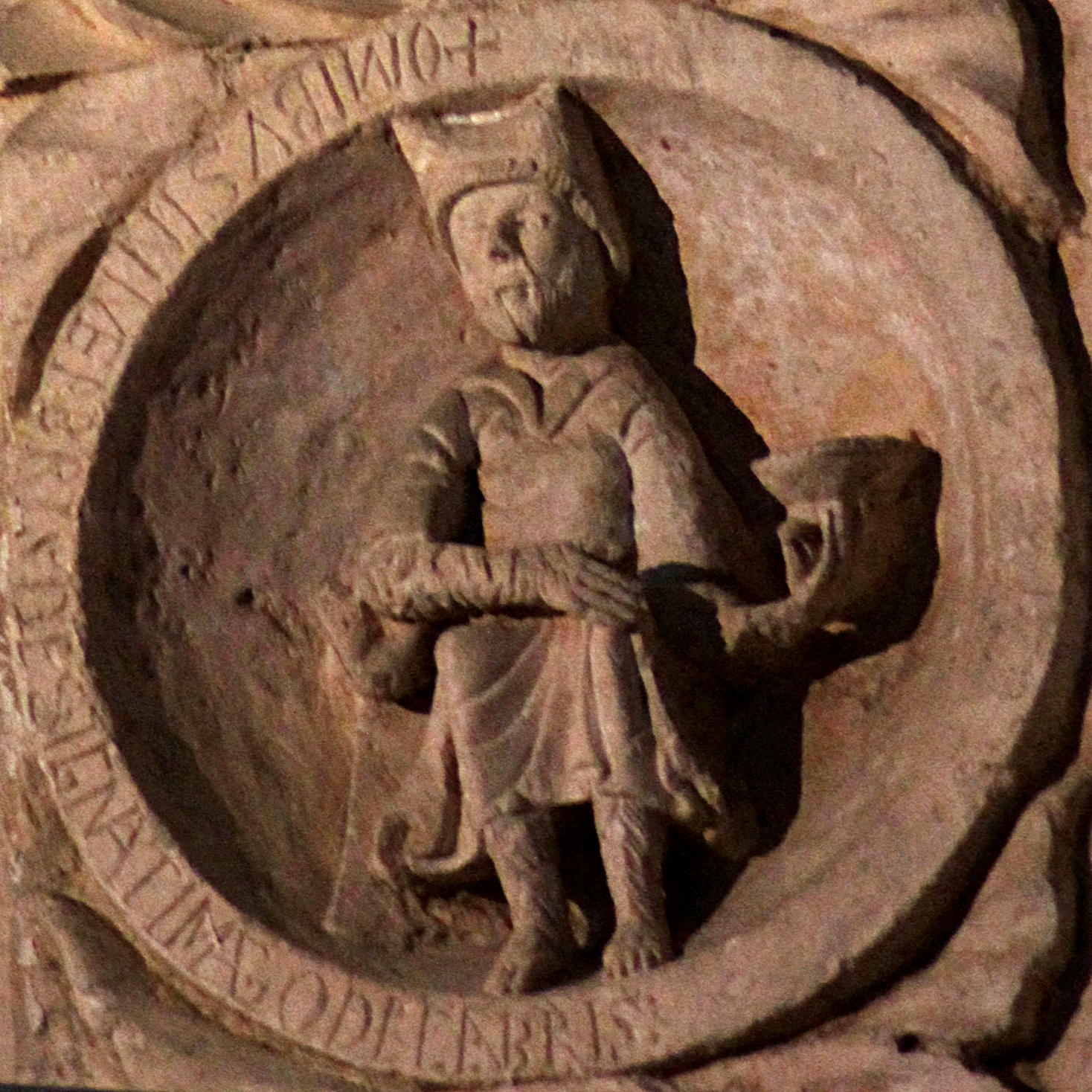

Le zodiaque prend appui sur un banquet, le partage du pain et du vin.
Dans le premier médaillon, un paysan coupe une miche de pain. La miche a une ornementation triangulaire, signe distinctif qui permet à son possesseur de reconnaître sa miche parmi d'autres dans un four communal. Découper le pain est une illustration de janvier, que l'on retrouve sur le tympan de la cathédrale d'Autun.
Dans le dernier médaillon, un homme richement vêtu présente une coupe de vin.
L'inscription qui l'entoure se lit OM(N)IBUS IN MEMBRIS DESIGNAT IMAGO DECE(M)BRIS, c'est-à-dire « l'image de décembre désigne par tous ces membres... » mais le texte paraît alors inachevé. On peut lire alternativement « décembre est représenté par ces deux médaillons », ce qui est l'interprétation suivie ici.
Par rapport à l'alternance des signes du zodiaque, ces deux personnages représentent le mois de janvier, à cheval entre capricorne et verseau. Janvier est traditionnellement représenté par Janus, le dieu à deux visages regardant à la fois le passé et l'avenir.
Dans un contexte chrétien, le symbolisme du pain et du vin représente évidemment l'eucharistie dans ses deux espèces.

## Signes et travaux d'hiver et de printemps

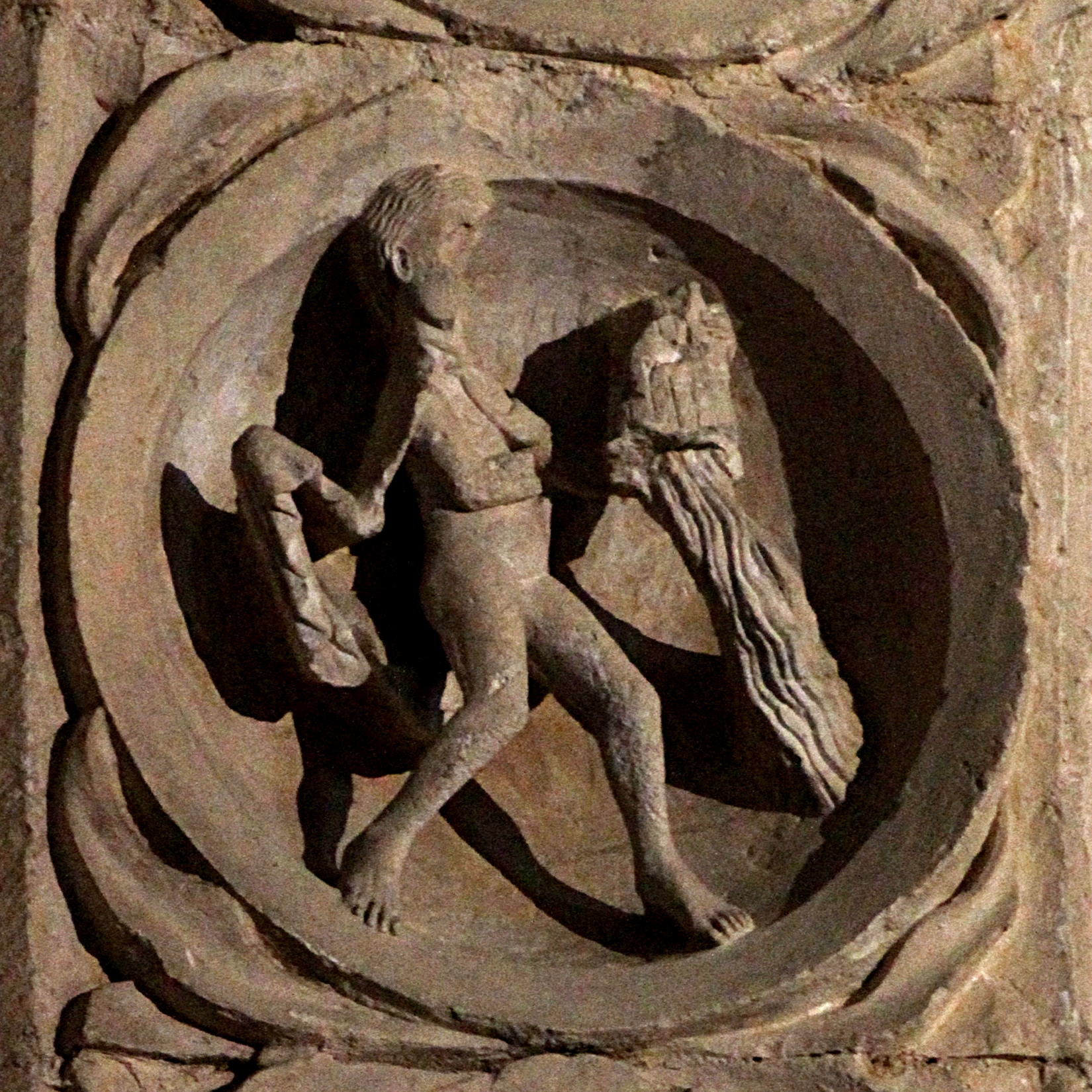

Le Verseau prend place entre janvier et février. La sculpture en est très abîmée. Une figure féminine verse de l'eau sur ce qui semble être une forteresse.

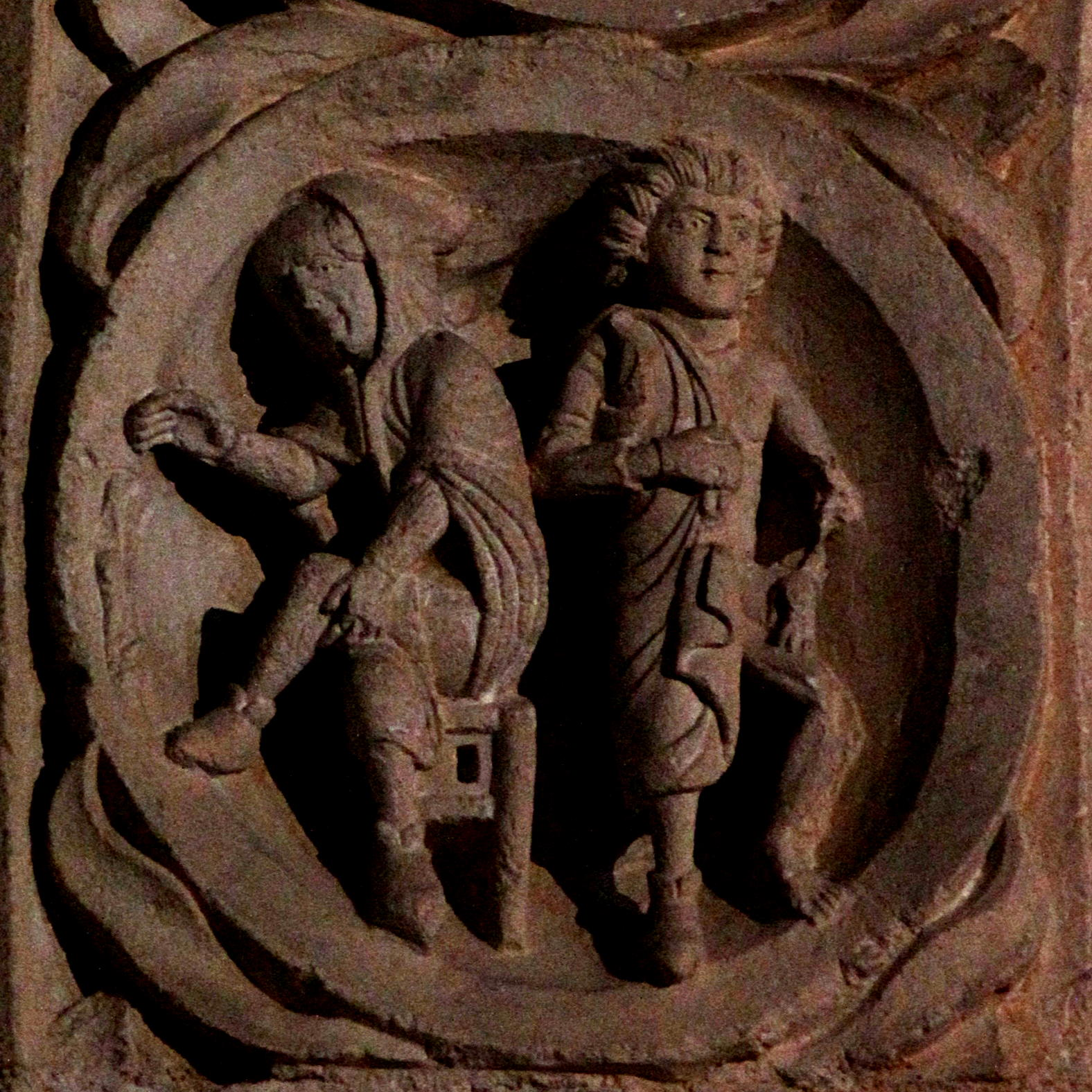

Février, entre Verseau et  Poissons, est le mois le plus froid de l'année. On voit ici deux paysans à la maison. Celui de gauche se réchauffe au feu que l'on devine sur la bordure, ce qui est la représentation traditionnelle pour février ; celui de droite est en train de se déshabiller, probablement pour mettre ses vêtements à sécher.

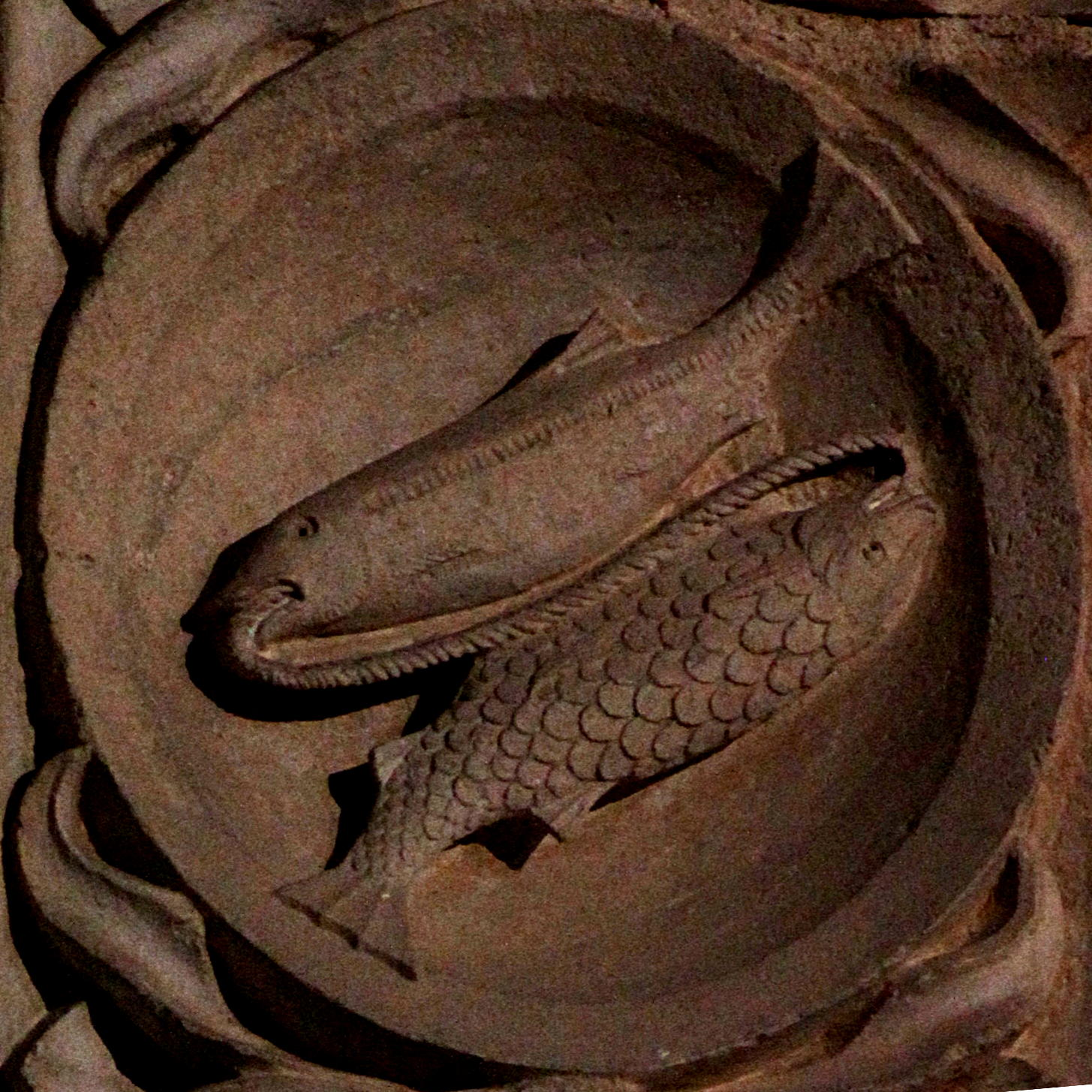

Les Poissons sont entre février et mars. Représentation traditionnelle de deux poissons tête-bêche, reliés par une corde. Dans la symbolique chrétienne, les deux poissons représentent l'ancien et le nouveau testament.

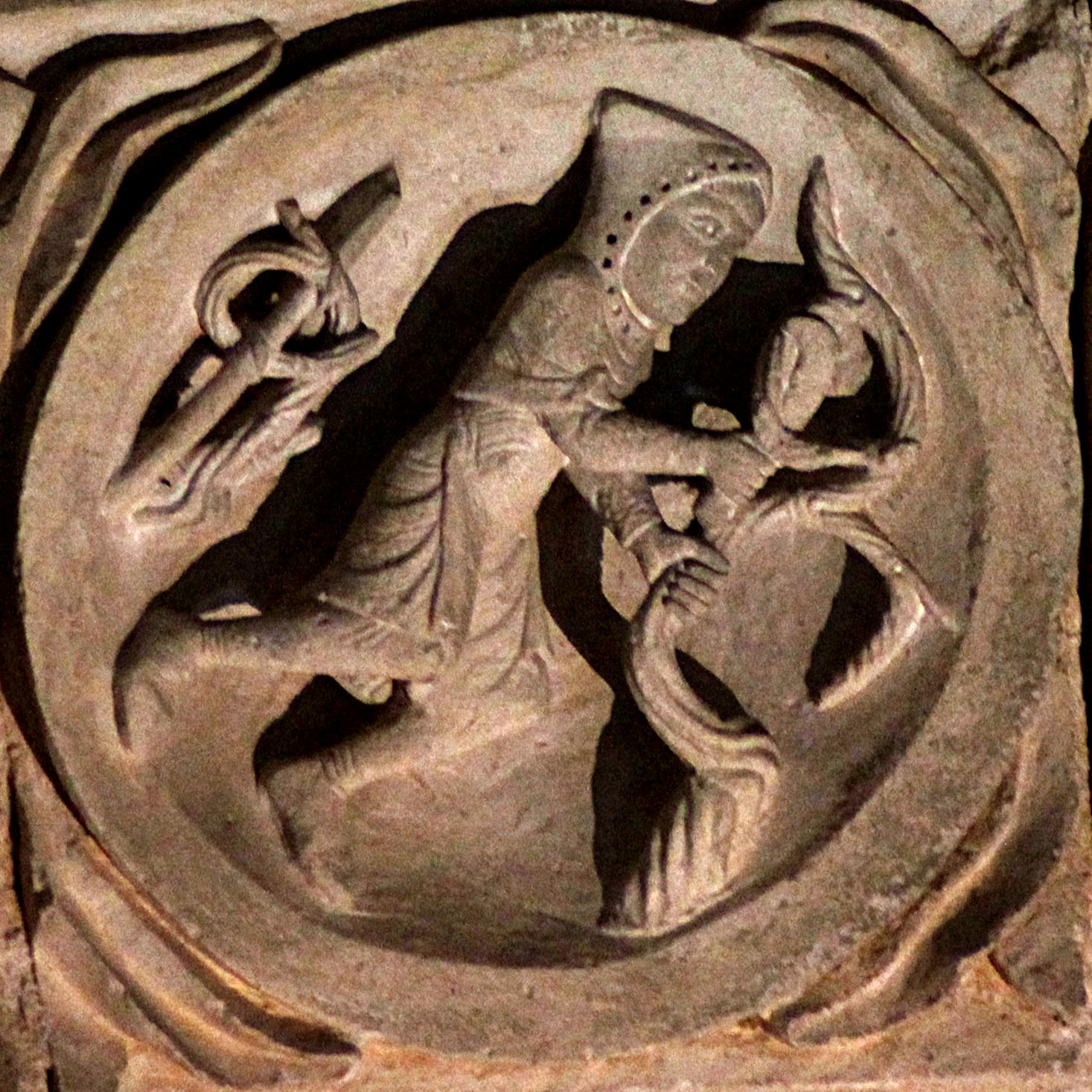

Le mois de mars est entre les Poissons et le Bélier. Un paysan taille la vigne, ce qui est l'illustration classique pour ce mois. Il s'agit de la taille d'hiver, la plus importante.

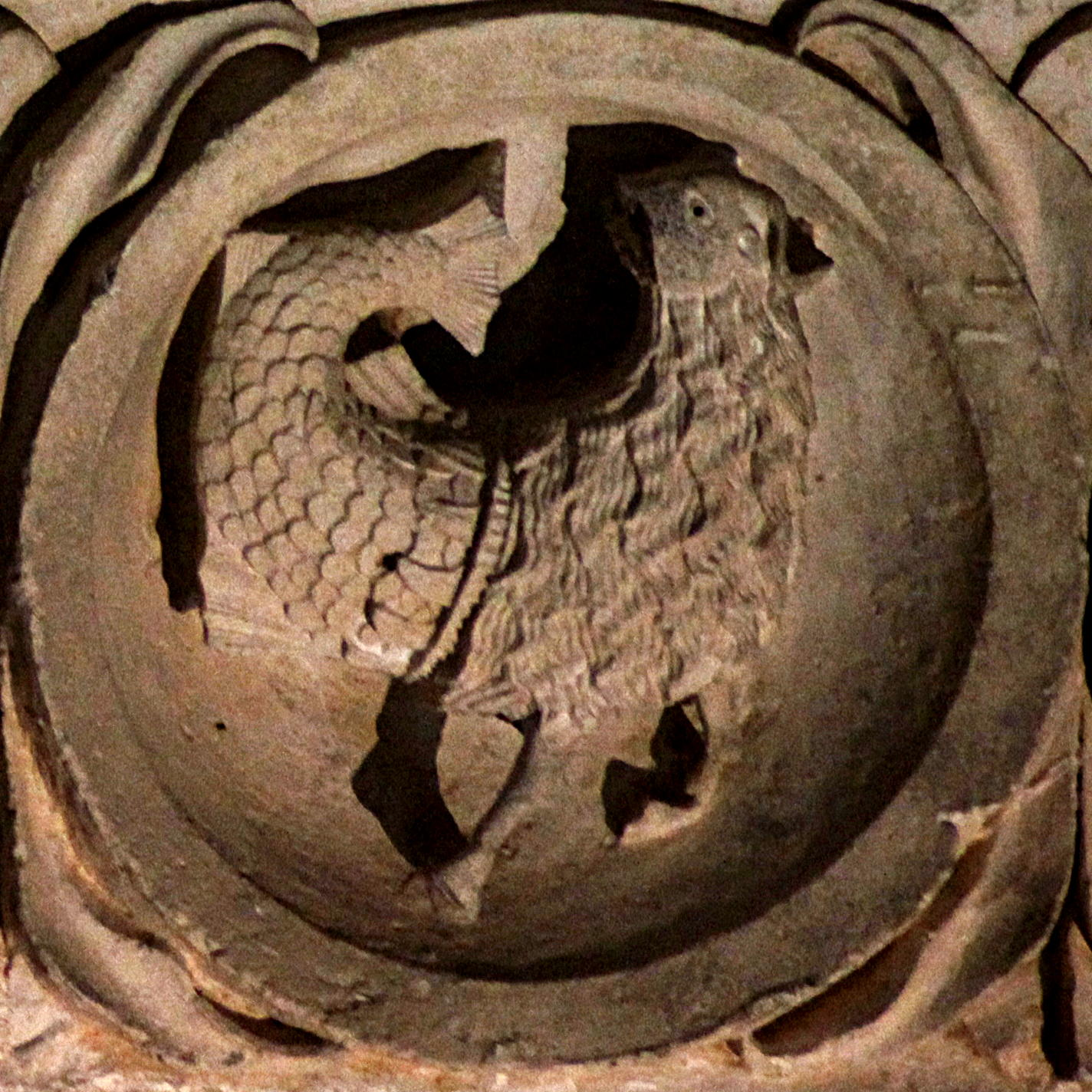

Le Bélier commence en  mars  et finit en avril. Lui et le Taureau sont représentés de manière inhabituelle : seule la partie avant de la bête est représentée, l'arrière étant figuré par une queue de poisson. Une ceinture frangée sépare les deux parties du corps. C'est la représentation habituelle du Sagittaire et du Capricorne, dont on a ici un écho formel.

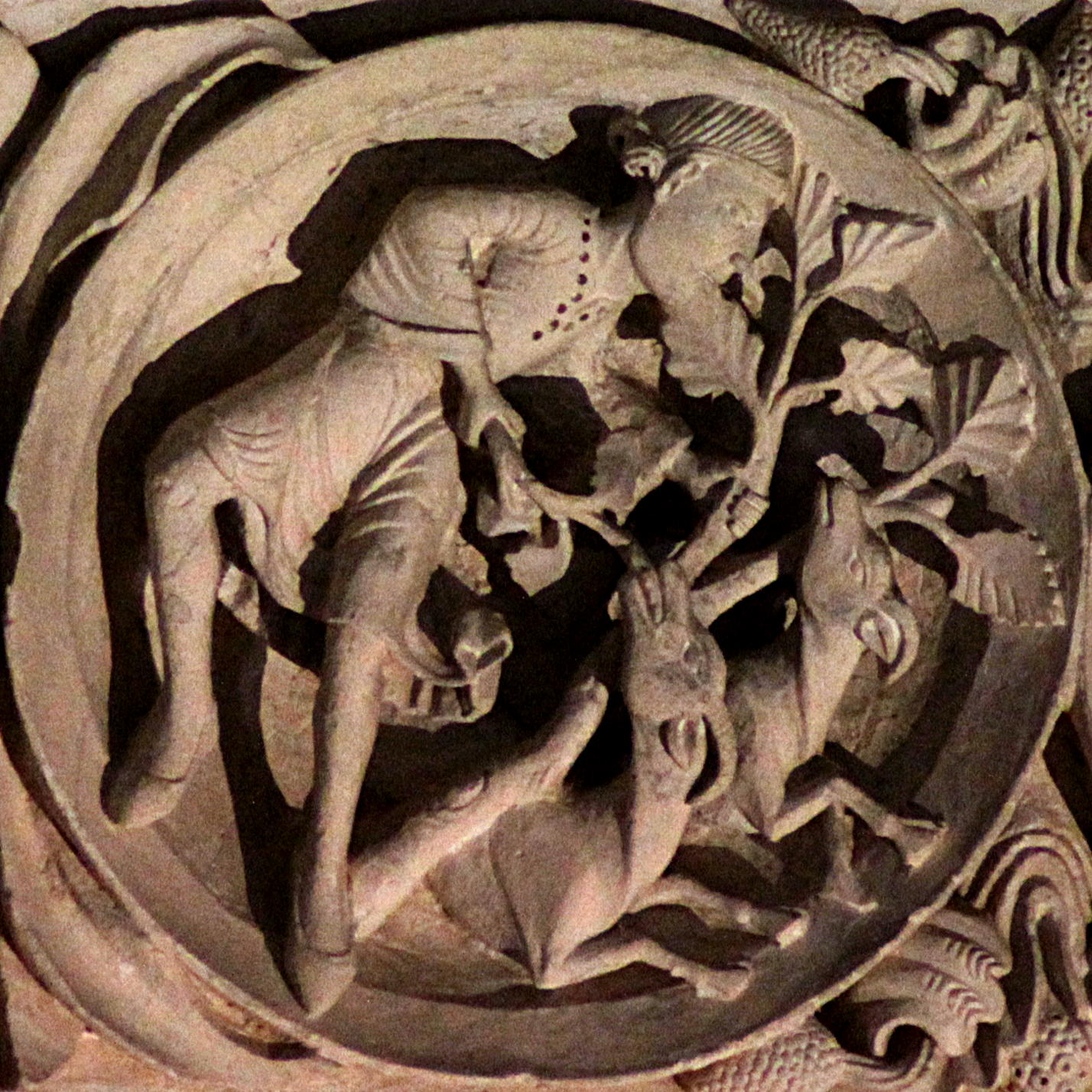

Avril est le mois de la floraison. Ici, un paysan chevrier mène deux chèvres aux champs, thème que l'on retrouve également à Autun. D'autres thèmes peuvent se rencontrer : cueillette de fleurs (Chartres), chasse au faucon (Amiens).

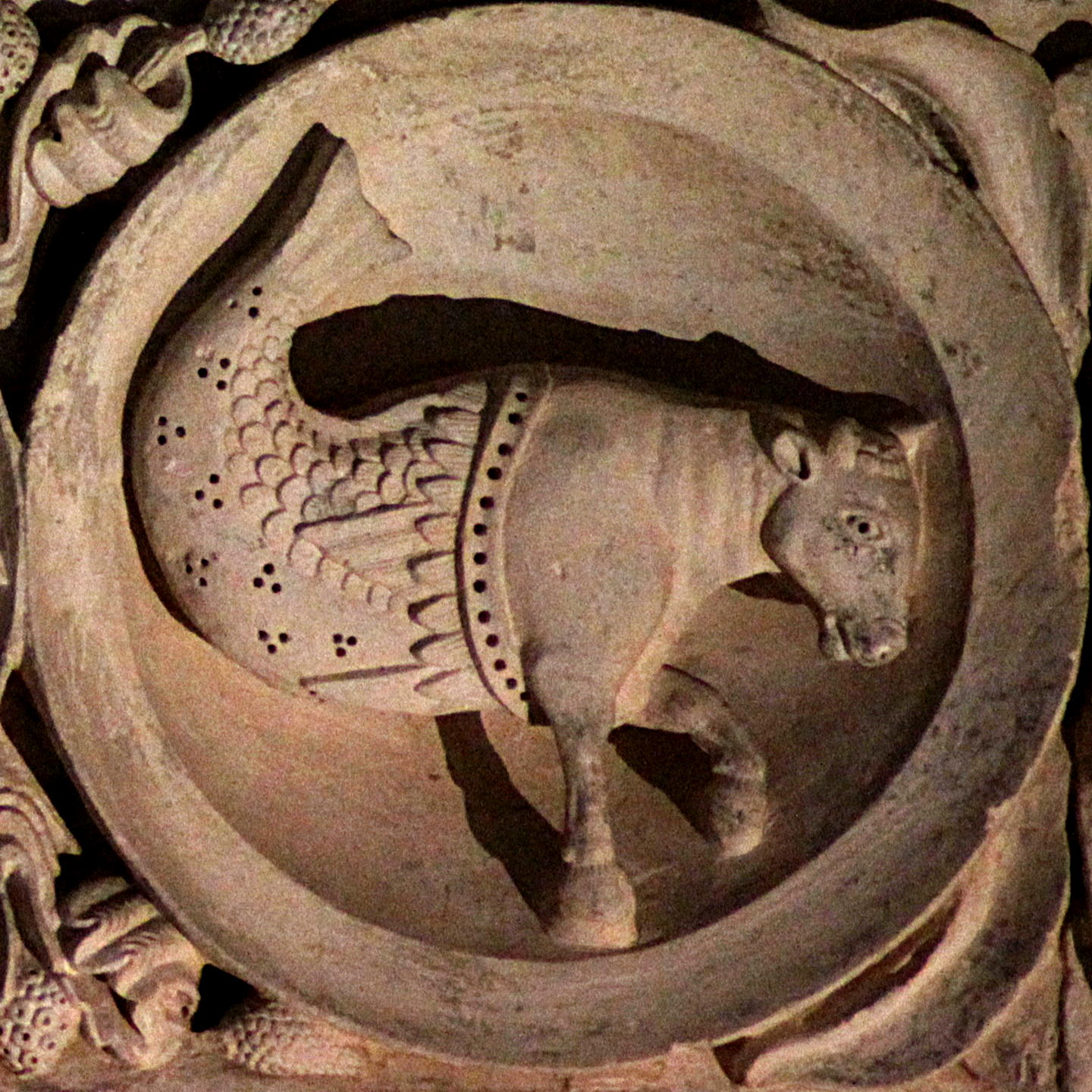

Le Taureau se situe entre avril et mai. De même que le bélier, il est représenté ici avec une queue de poisson.

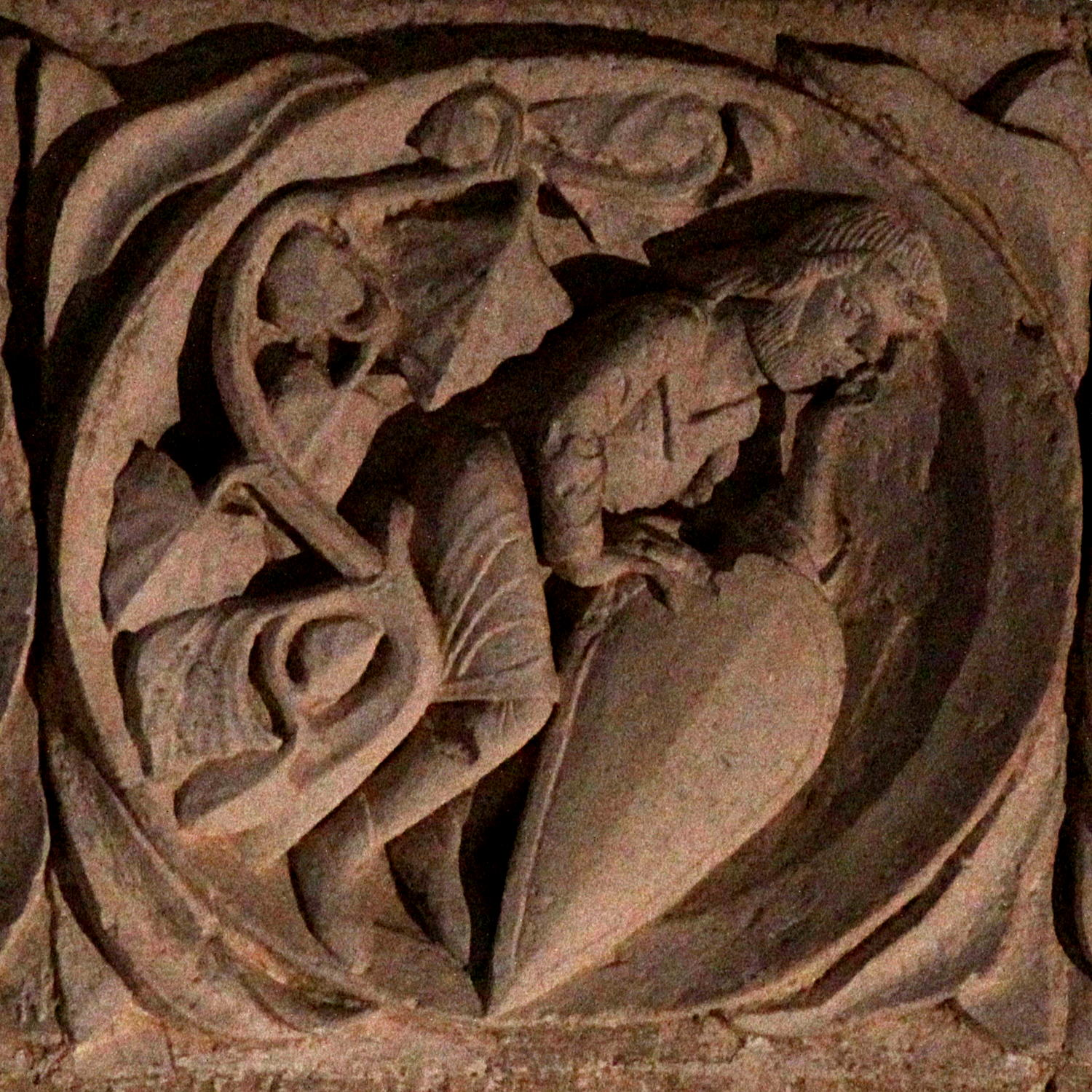

Mai est le début de la saison guerrière. Ici, un jeune homme barbu tient un bouclier.

## Danse végétale

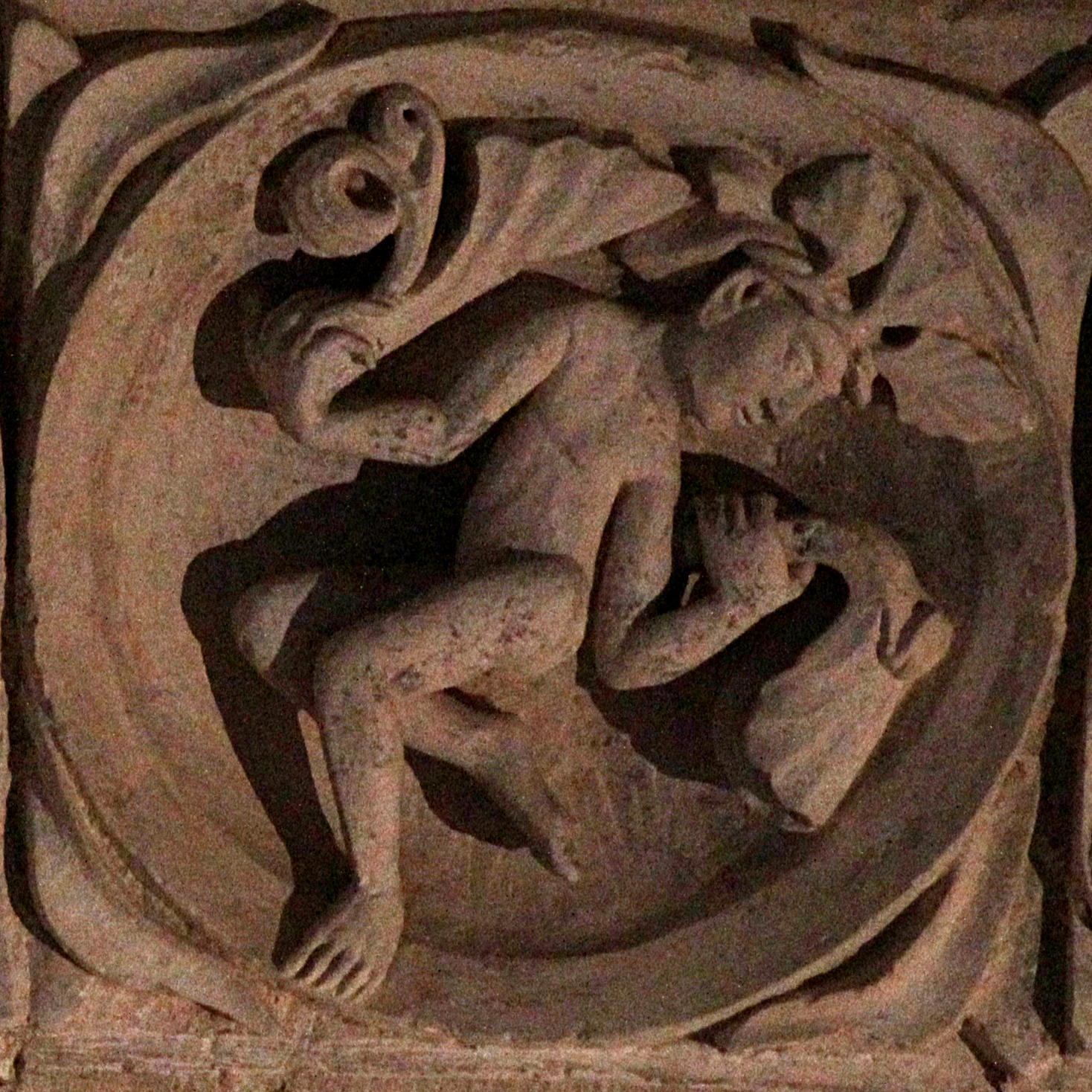

Entre le mois de mai et les gémeaux se trouve un médaillon supplémentaire, représentant un personnage dansant. Il est couronné de feuillages, et tient un rameau dans chaque main. Le sens de ce médaillon est obscur, il peut s'agir d'une fête célébrée en cette période.
Le médaillon est plus probablement à rapprocher de son symétrique du côté droit, qui représente un homme en train d'engranger la récolte. L'ensemble peut alors être compris comme une figure allégorique rappelant « si le grain de blé qui est tombé en terre ne meurt, il reste seul; mais, s'il meurt, il porte beaucoup de fruit » (Jn 12:24).

## Début de l'été

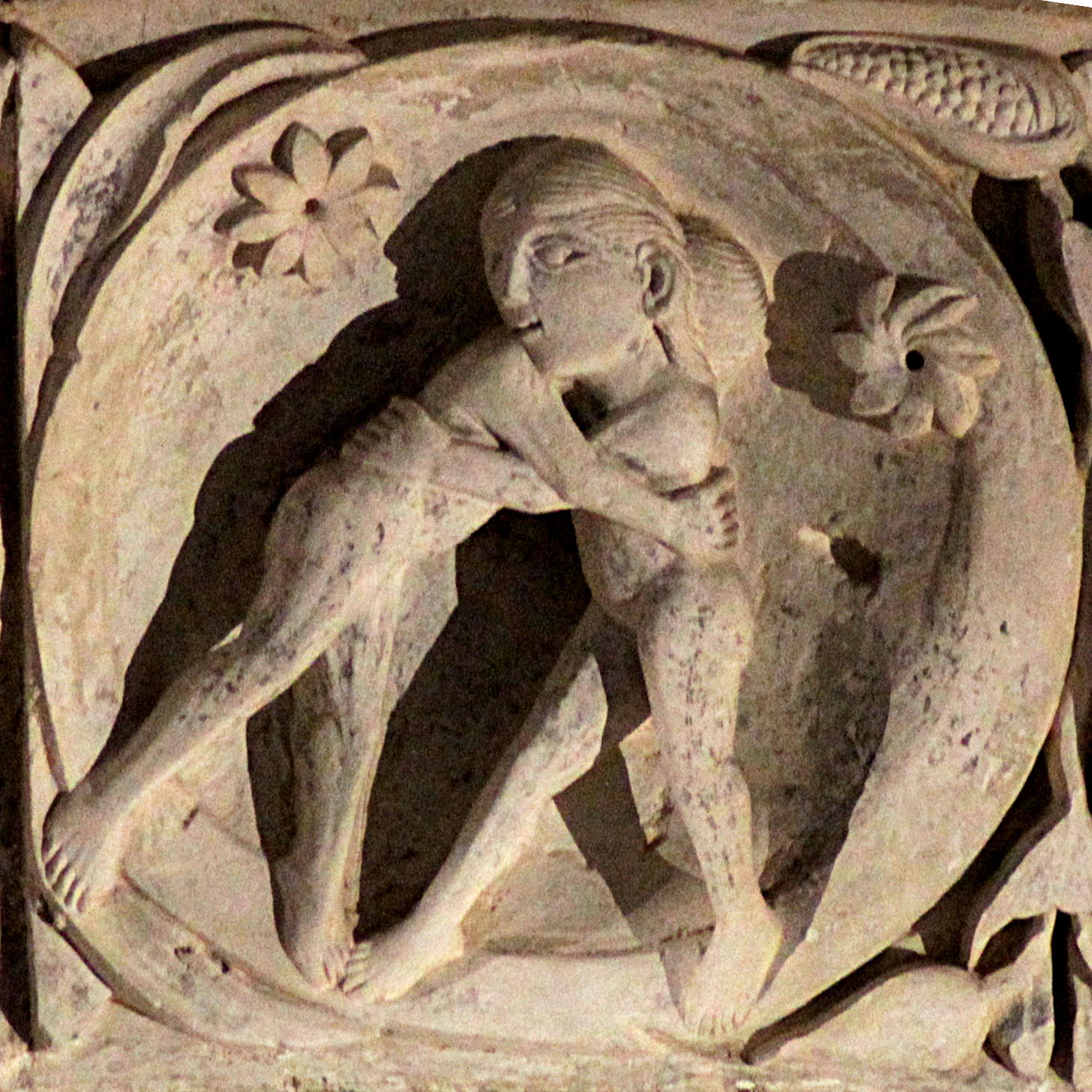

Les gémeaux, entre les mois de mai et juin, sont traditionnellement représentés par un couple enlacé, figurant Adam et Ève.

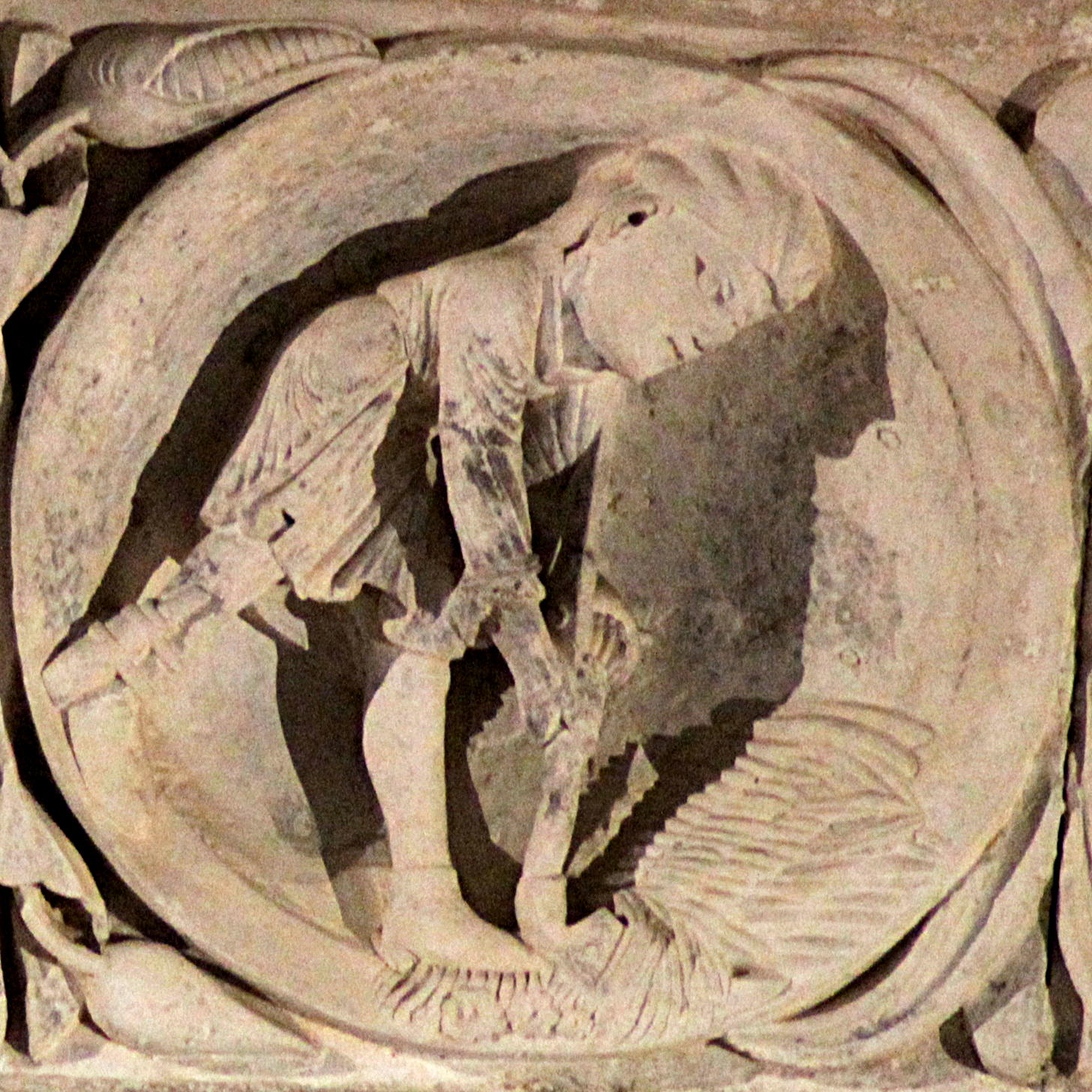

Le mois de juin, entre gémeaux et cancer, est traditionnellement associé à la fenaison. C'est le cas ici, où un paysan fauche l'herbe de son pré. On devine sur sa cuisse la pierre à aiguiser prête à servir pour raviver le fil de sa faux. À Autun, la fenaison est retardée en juillet, et juin est illustré par la cueillette de fruits.

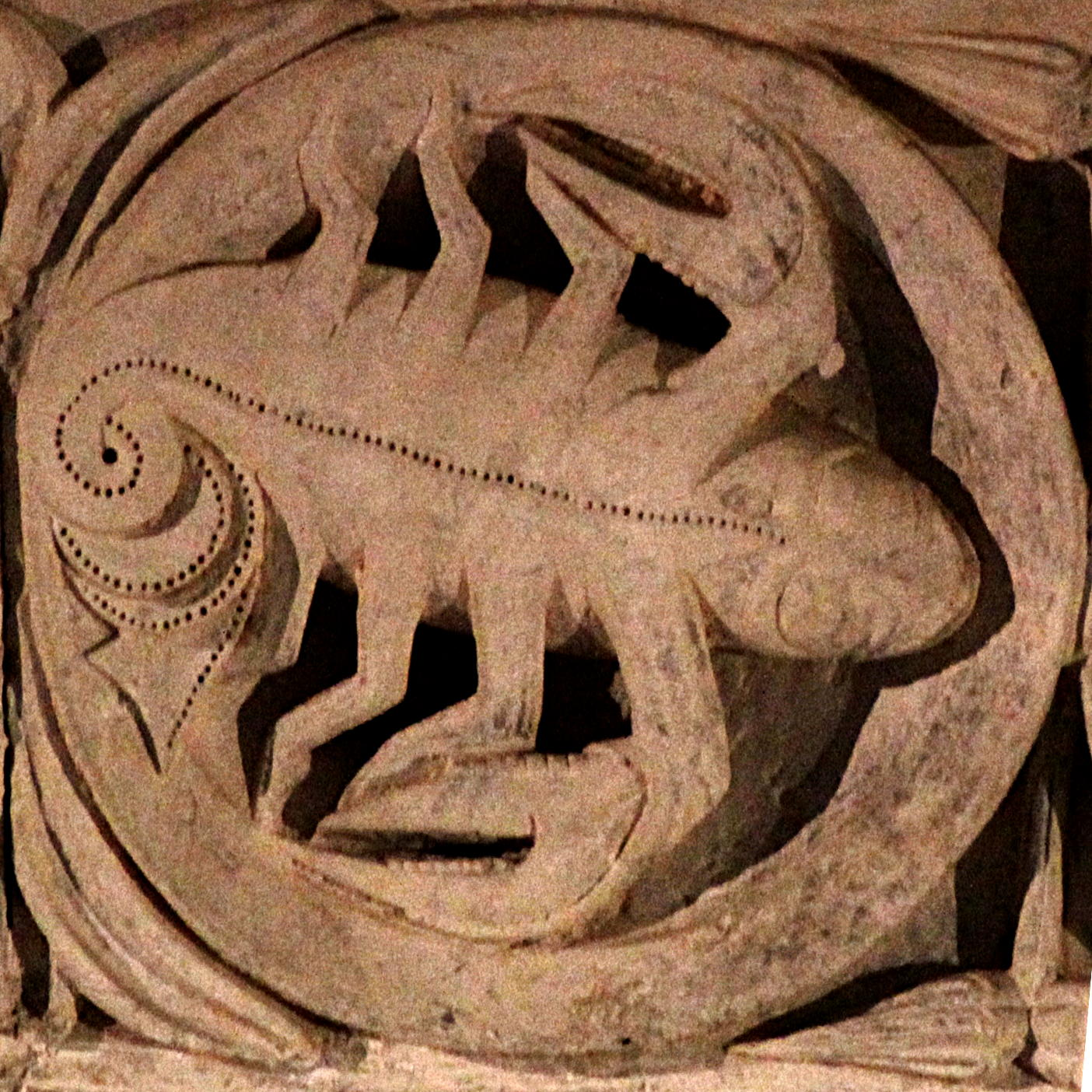

Le cancer, entre juin et juillet, est représenté par une sorte d'écrevisse.

## Sommet du tympan
Entre le cancer et le lion, occupant donc la position du mois de juillet, le sommet du tympan est occupé par une série de quatre médaillons —ou peut-être faut-il parler de « trois médaillons et demi »— dont l'interprétation est très incertaine.

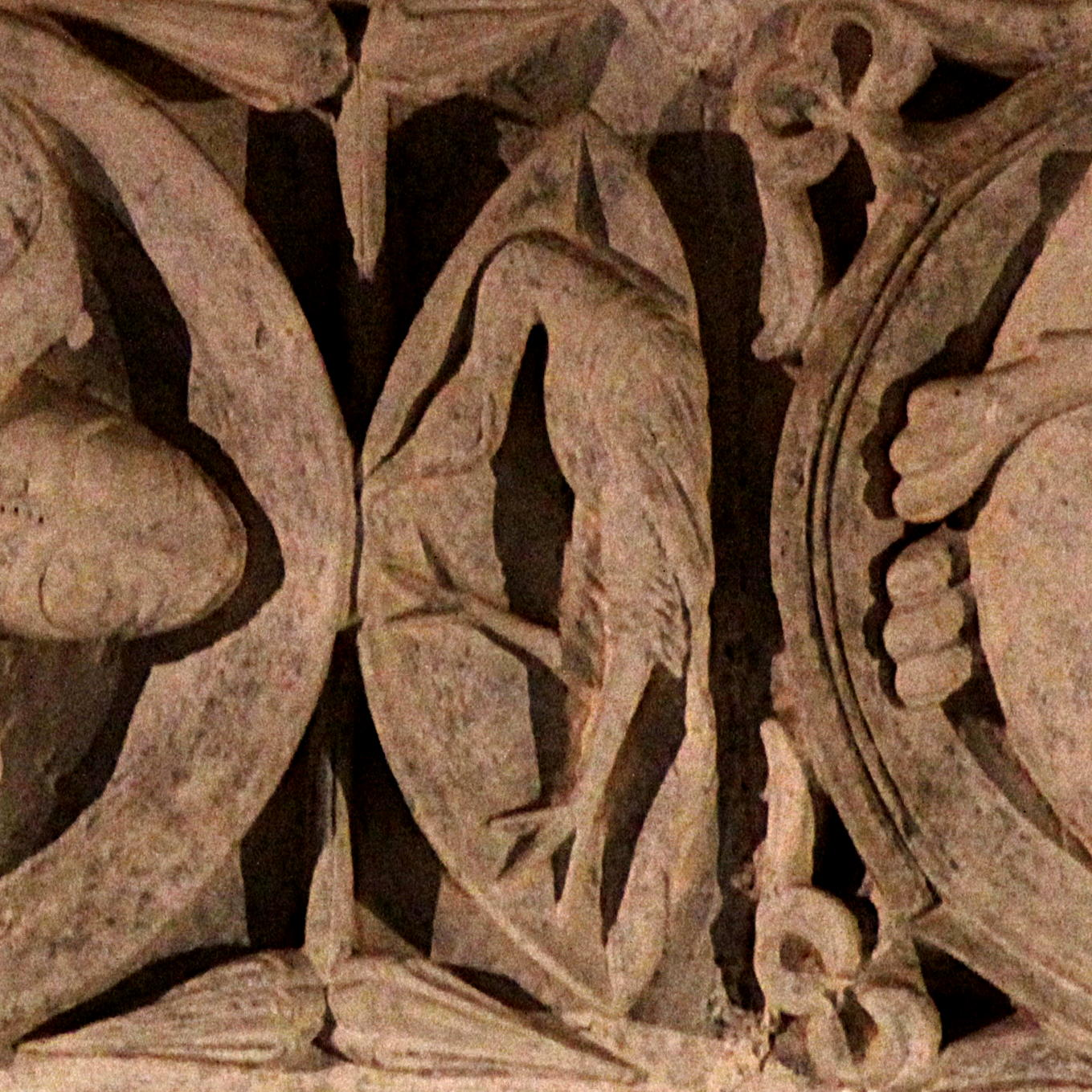

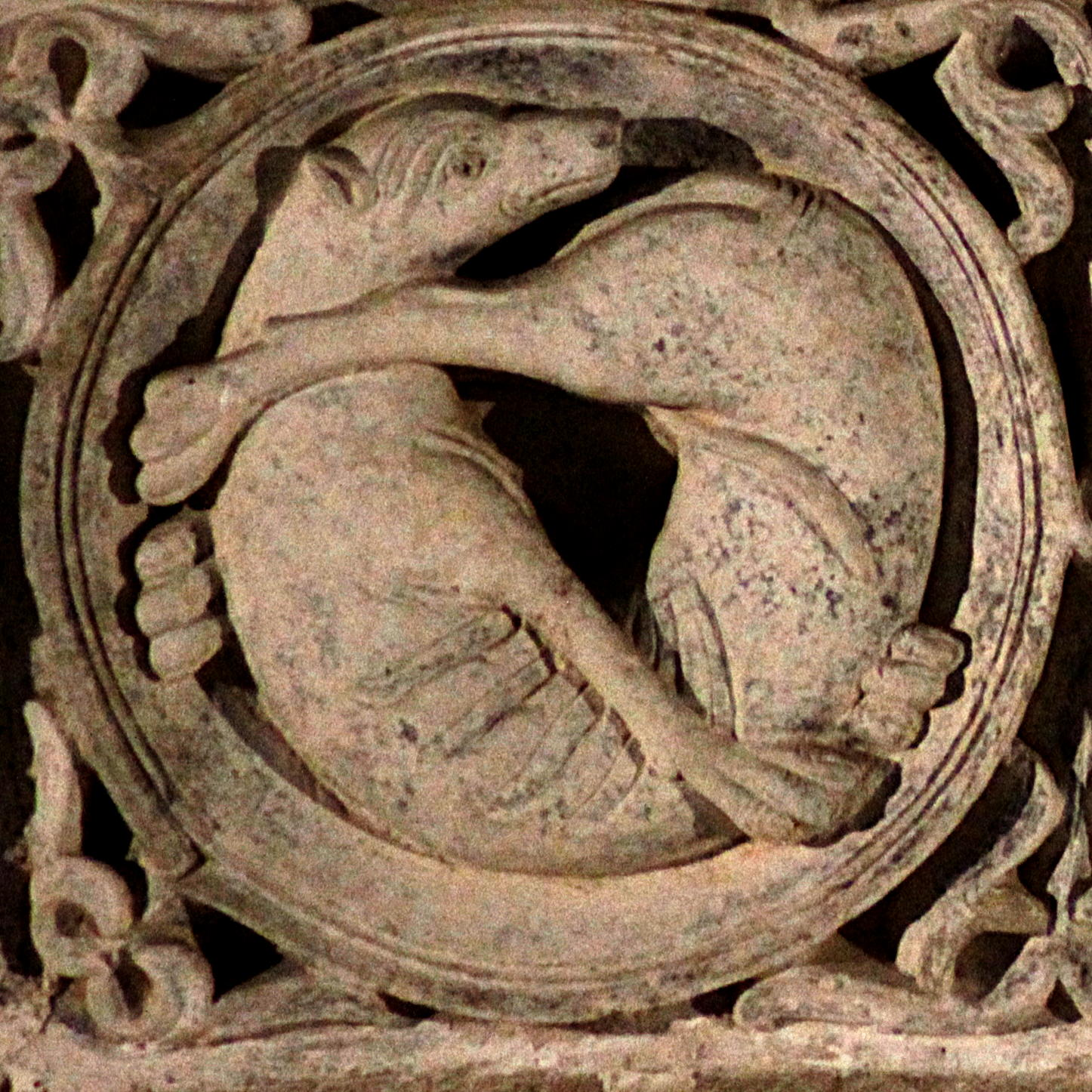

Le demi médaillon figure un oiseau, peut-être une grue.
Faisant suite à l'oiseau, un chien qui se mord la queue.

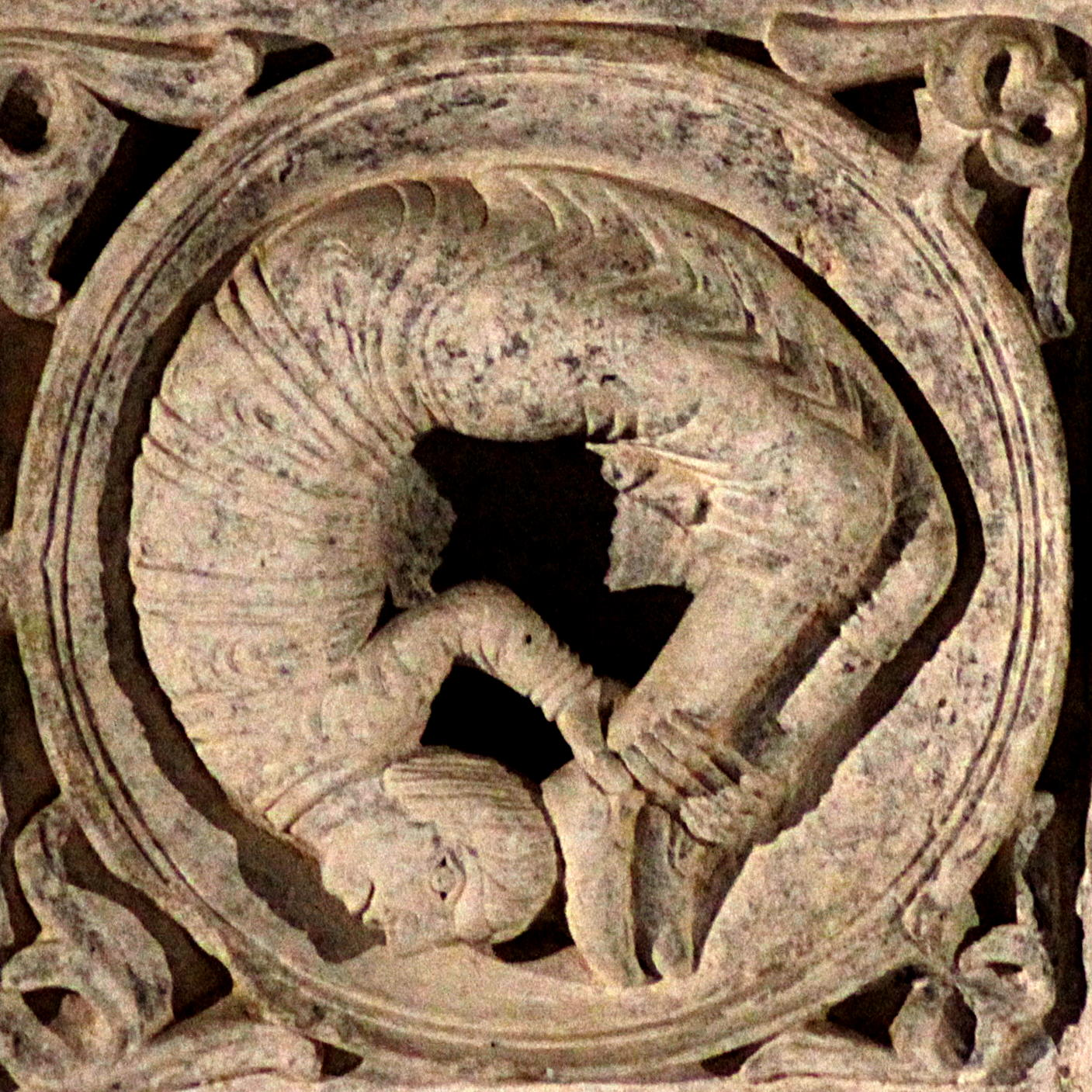

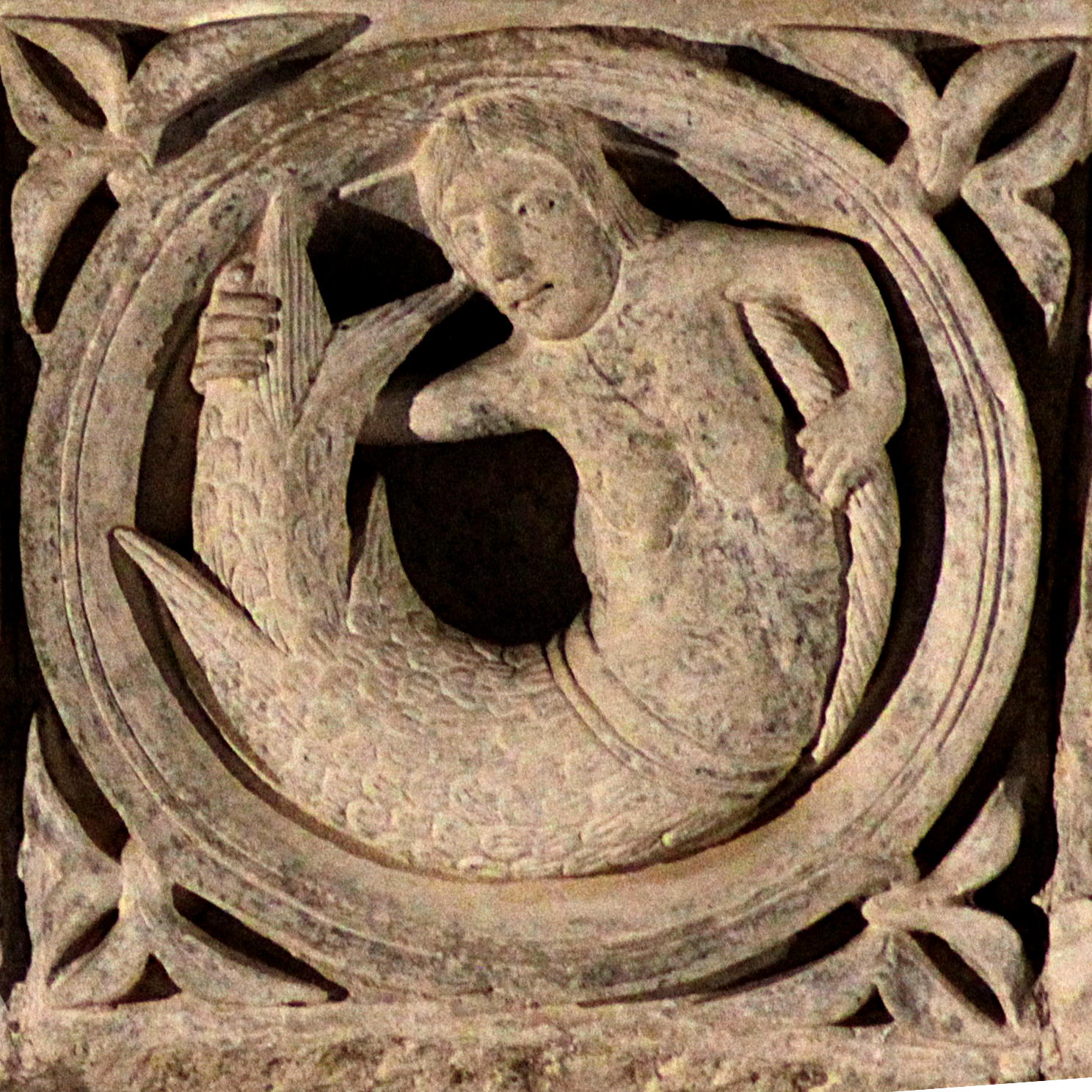

Après le chien se mordant la queue, deux médaillons représentent un acrobate se tenant les jambes, et une sirène se tenant la queue.
Ces trois médaillons représentent chacun à sa manière un mouvement circulaire, et une forme d'illusion : le chien courant après sa queue ne peut jamais l'attraper ; l'acrobate réalise des mouvements qui paraissent impossibles, et la sirène est une créature imaginaire.
La position de ces médaillons, occupant l'emplacement de juillet, est peut-être à rapprocher de la fête de Marie Madeleine, célébrée le 22 juillet, à qui est dédicacée la basilique de Vézelay.
Le rythme en point de suspension de ces trois médaillons évoque la locution « un temps, des temps, et la moitié d'un temps », que l'on trouve à quelques reprises dans la Bible  (Dan 9 ; Apoc 12:14).

## Signes et travaux de fin d'été

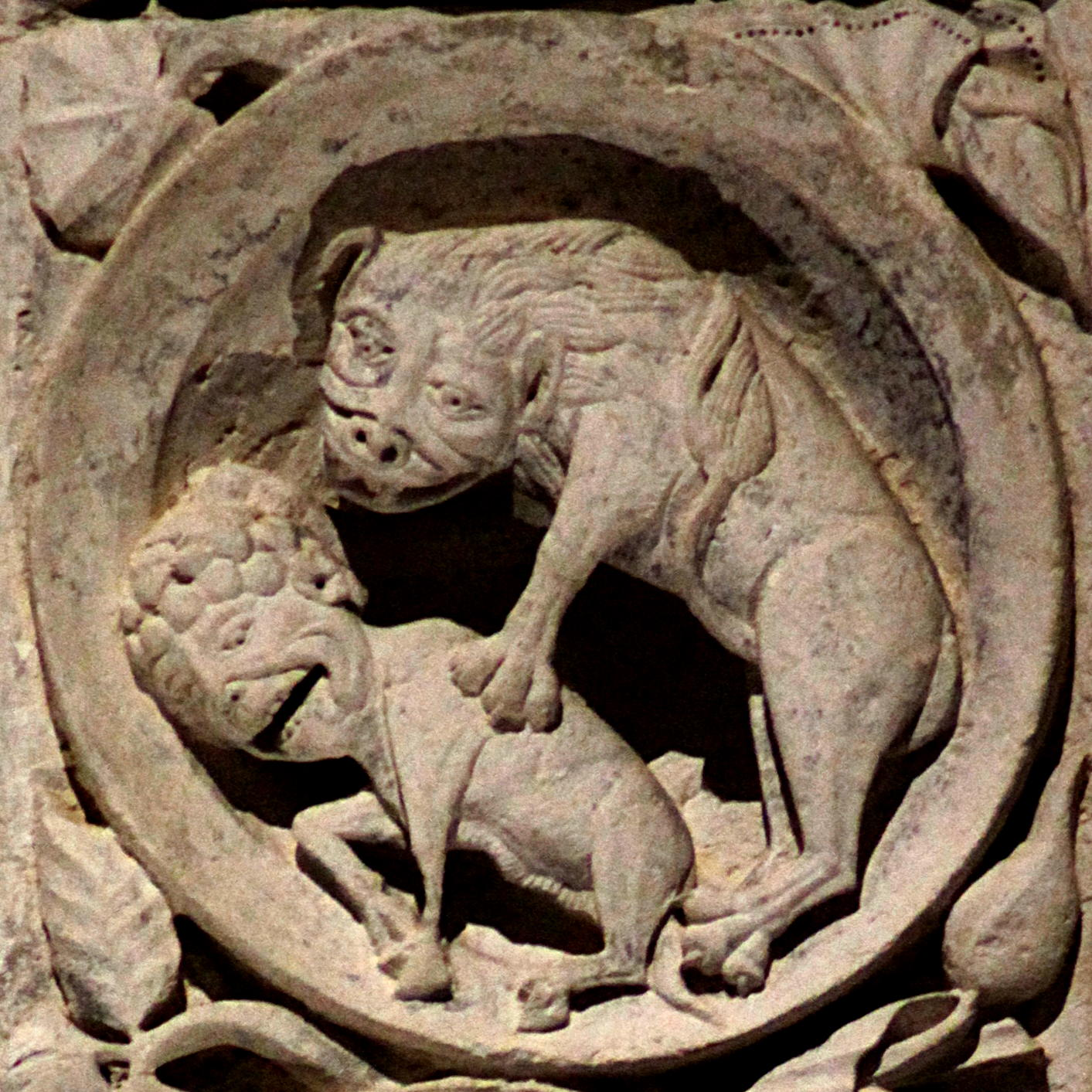

Le lion se situe entre juillet et août. Il est représenté ici en train de terrasser un bovidé à figure terrifiée et étrangement humaine.

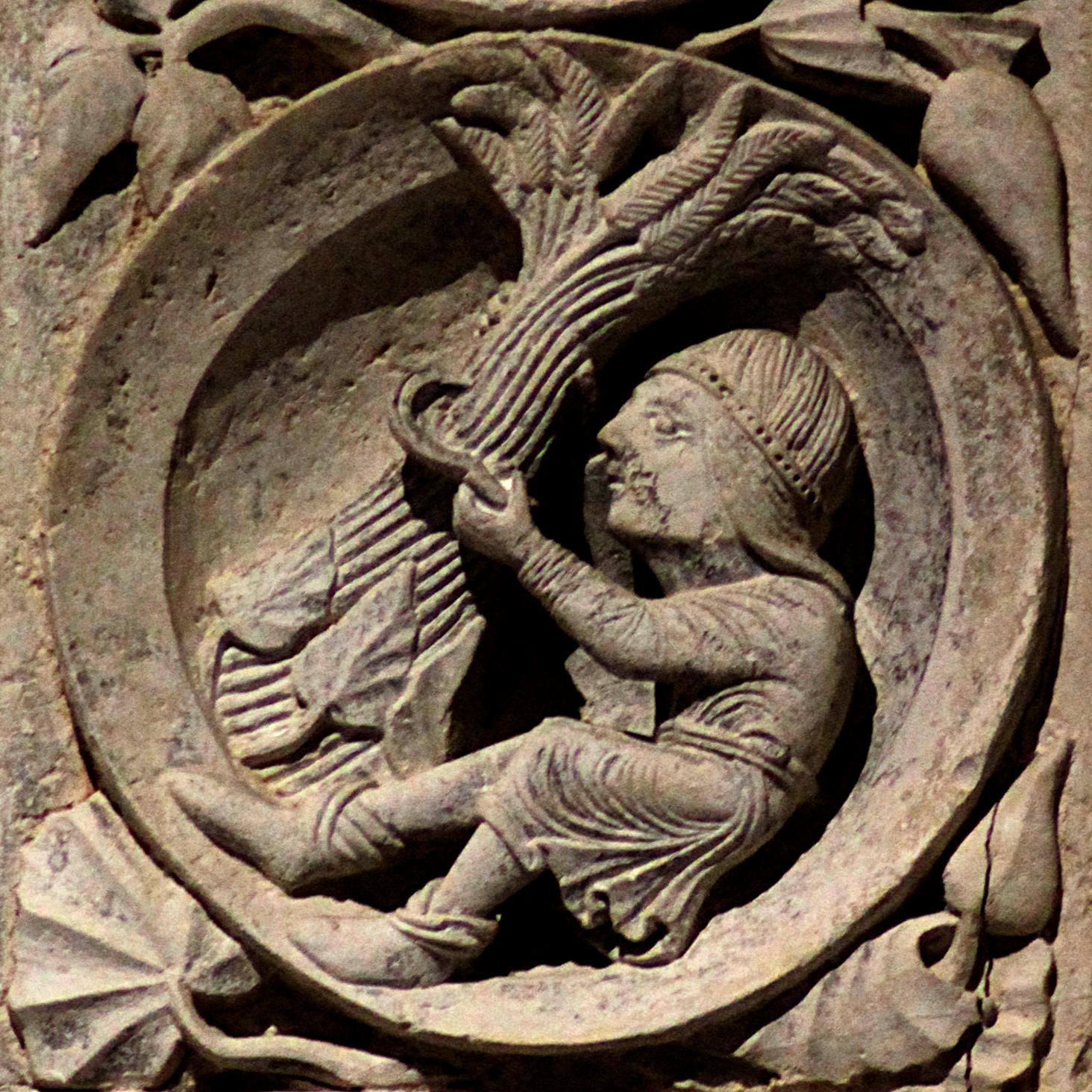

Le mois d'août, entre lion et vierge, est traditionnellement illustré par la moisson. Ici, un paysan moustachu moissonne à la faucille une gerbe de blé. Dans d'autres zodiaques la récolte du blé illustre parfois le mois de juillet, et le battage se fait alors en août.

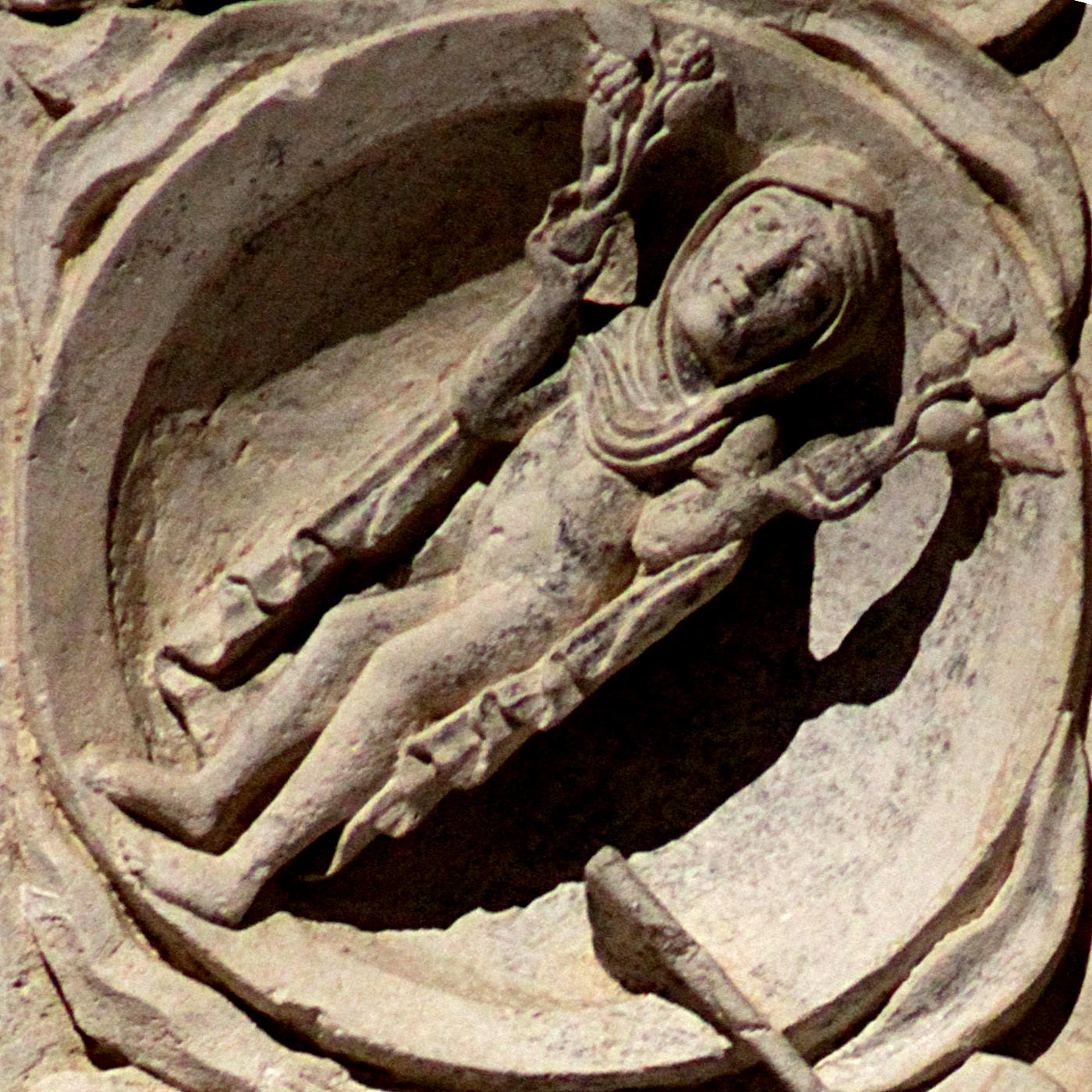

La vierge se situe entre août et septembre. Elle est représentée ici nue, la tête couverte d'un châle.

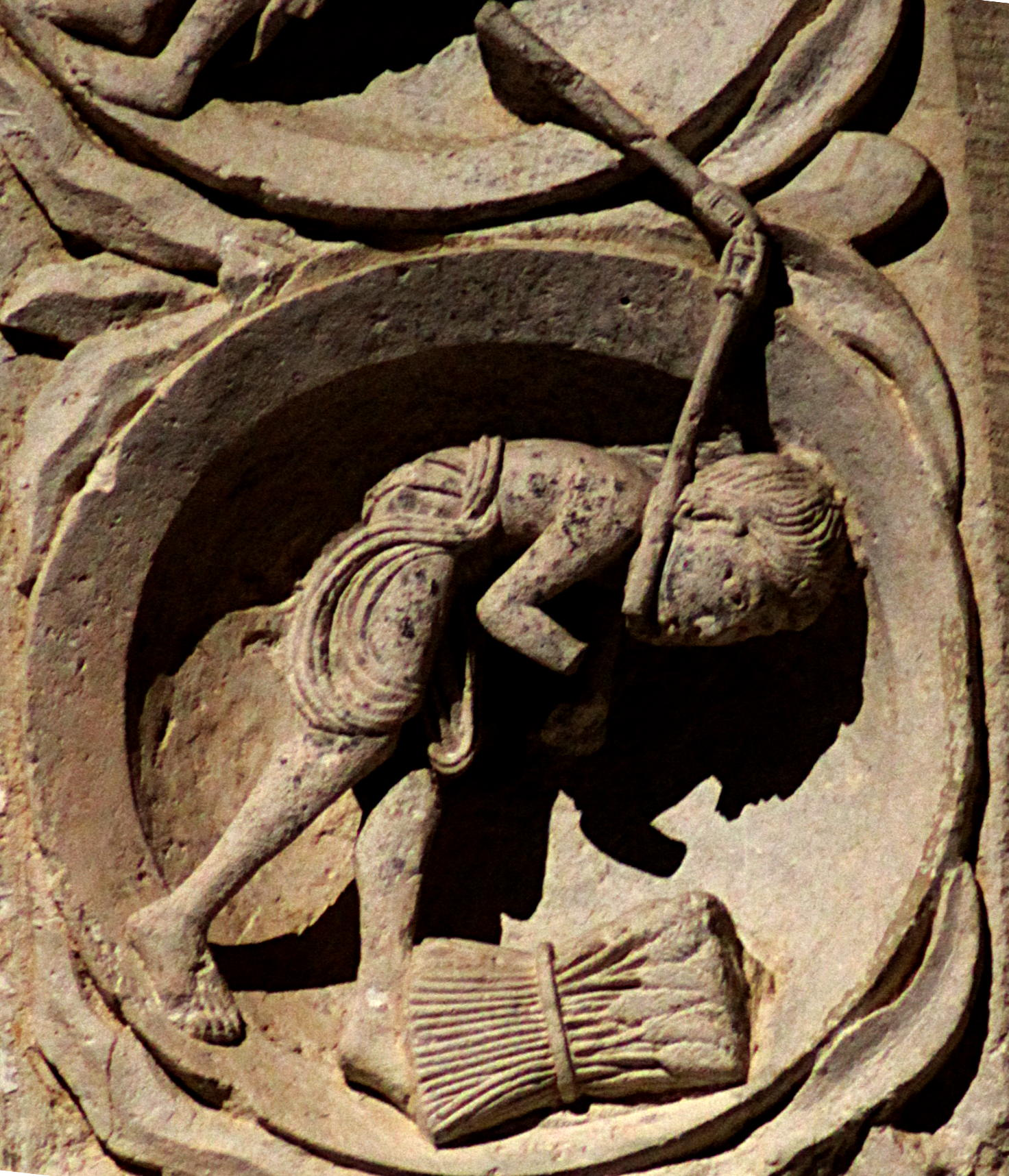

Pour septembre, entre vierge et balance, le tympan de Vézelay retient le battage du blé. Le fléau dépasse sur le médaillon précédent de la vierge. Un autre choix fréquent pour septembre est le thème des vendanges, retenu ici pour illustrer octobre.

## Le grain engrangé

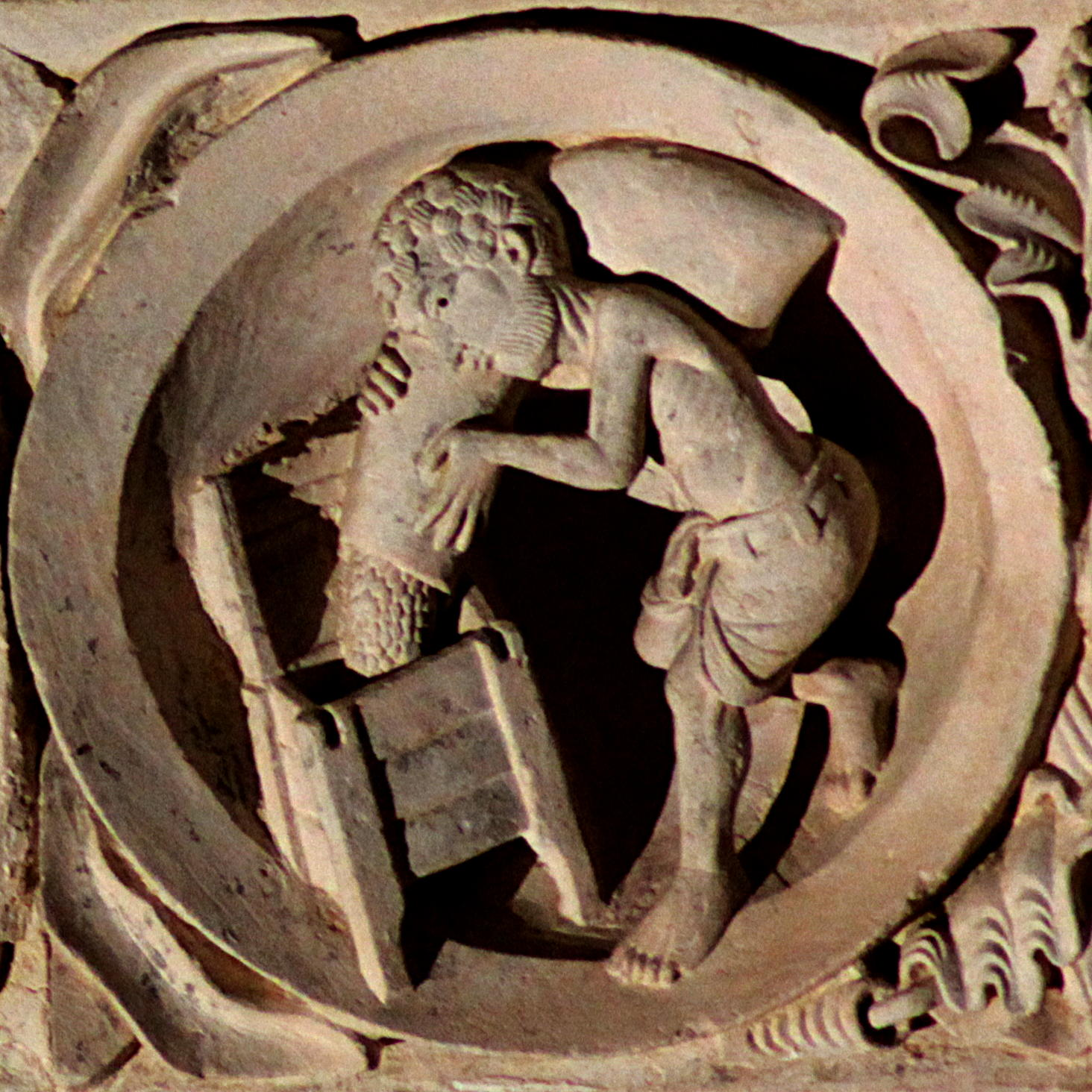

Entre le mois de septembre et la balance se trouve un second médaillon surnuméraire. Le travail représenté ici, un paysan en train de verser du grain dans un coffre, suit logiquement le battage du blé représenté dans le médaillon précédent.
Le rapprochement avec l'autre médaillon surnuméraire, celui de la danse végétale, est assez suggestif de l'opposition entre une danse insouciante et la prévoyance que représente la mise de côté de la récolte, opposition illustrée par la célèbre fable de La Cigale et la Fourmi.

## Signes et travaux de fin d'année

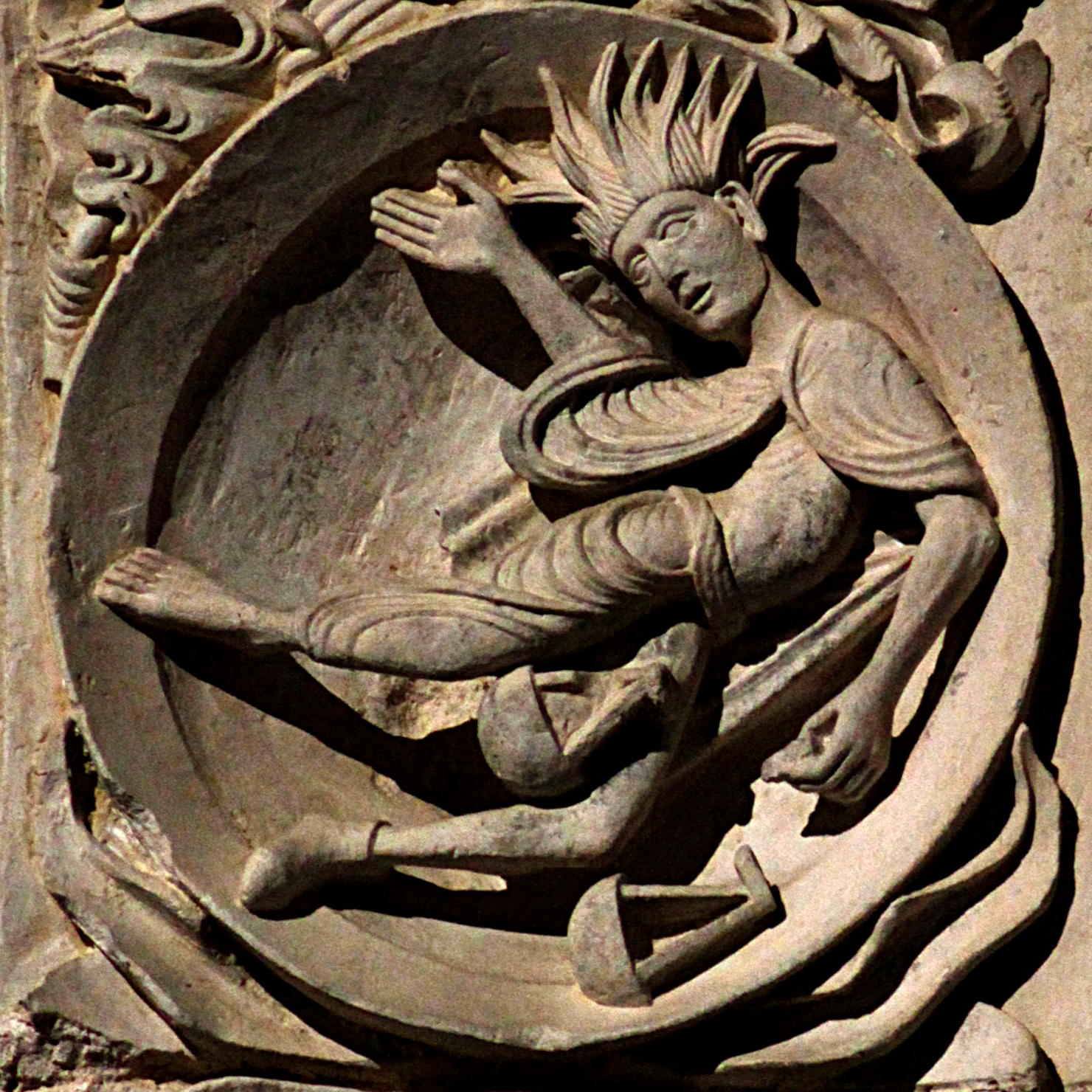

La balance, entre septembre et octobre, est tenue par une figure masculine couronnée de flammes ; il s'agit peut-être d'une représentation de l'archange Saint Michel, dont le rôle traditionnel était de peser les âmes des défunts.

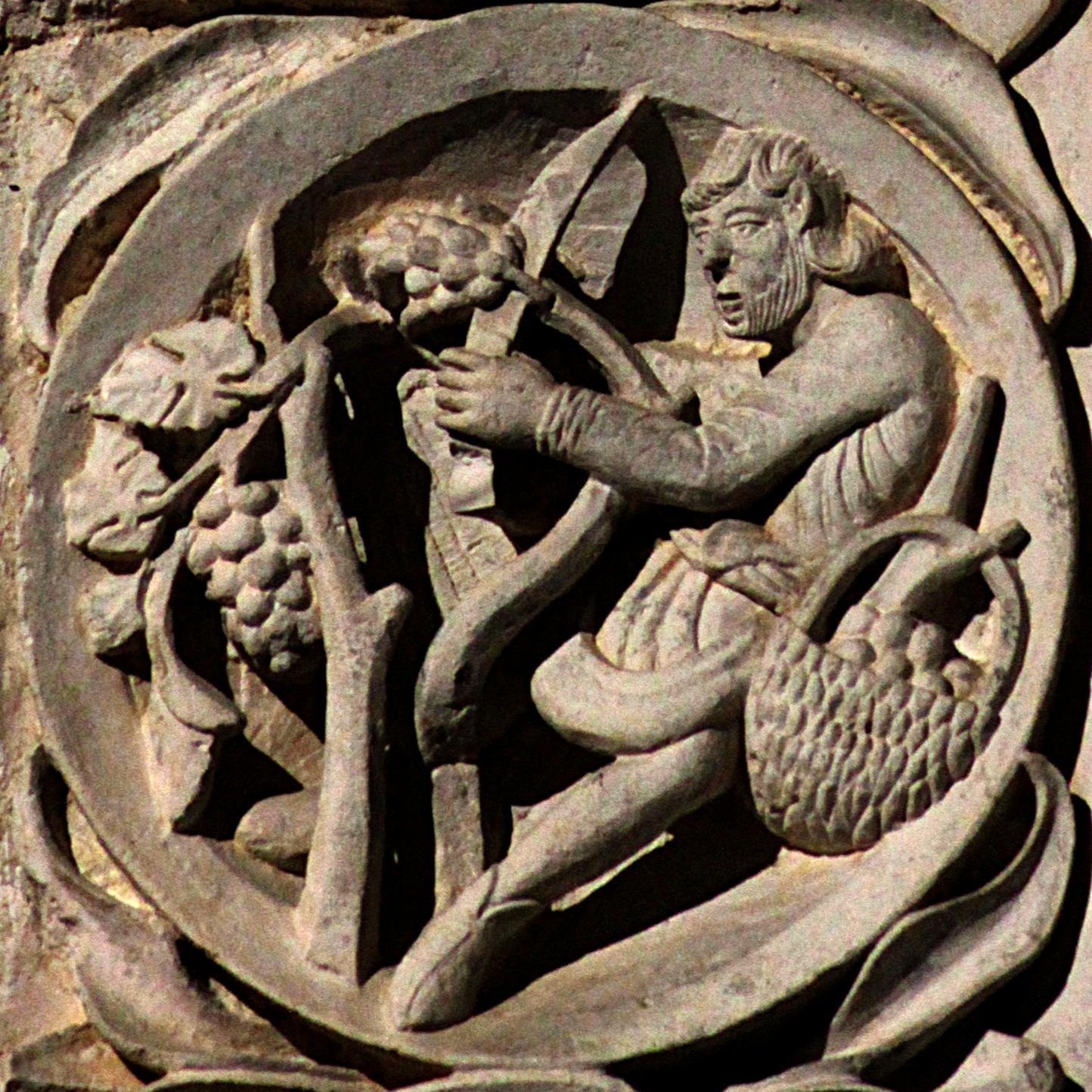

Octobre, à cheval entre balance et scorpion, est représenté par les vendanges, ce qui est plutôt tardif. Un choix alternatif, quand les vendanges sont retenues pour septembre, est d'illustrer ici le travail de vinification.

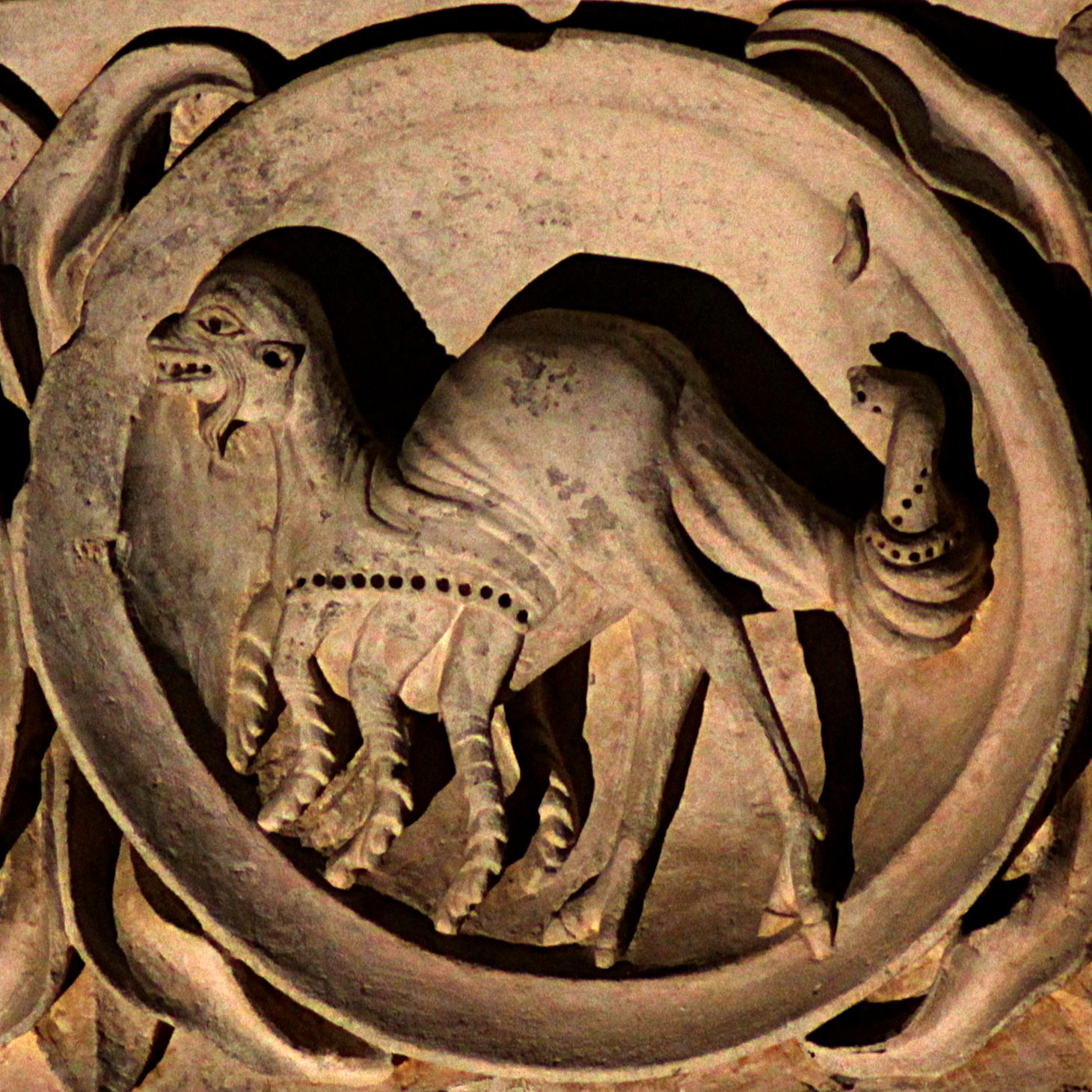

Le scorpion, entre octobre et novembre, ressemble ici à une sorte de dromadaire, avec ses deux pattes postérieures terminées de sabots, les six pattes antérieures étant au contraire griffues et comme hérissées d’écailles.

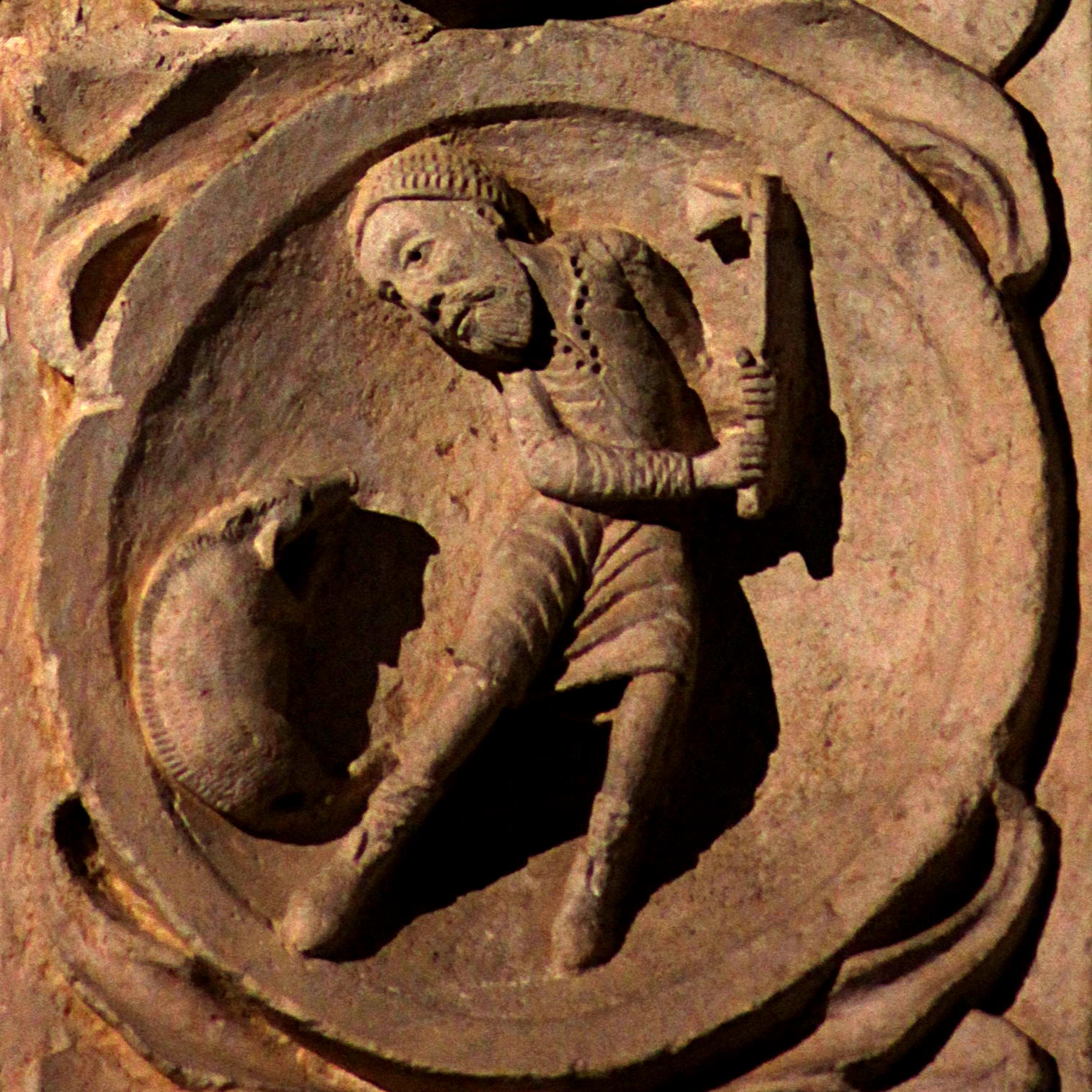

En novembre, entre scorpion et sagittaire, on se prépare à l'hiver. Le cochon est tué pour mettre sa viande à conserver au saloir, ce qui permet de ne pas avoir à le nourrir sur des provisions pendant l'hiver.

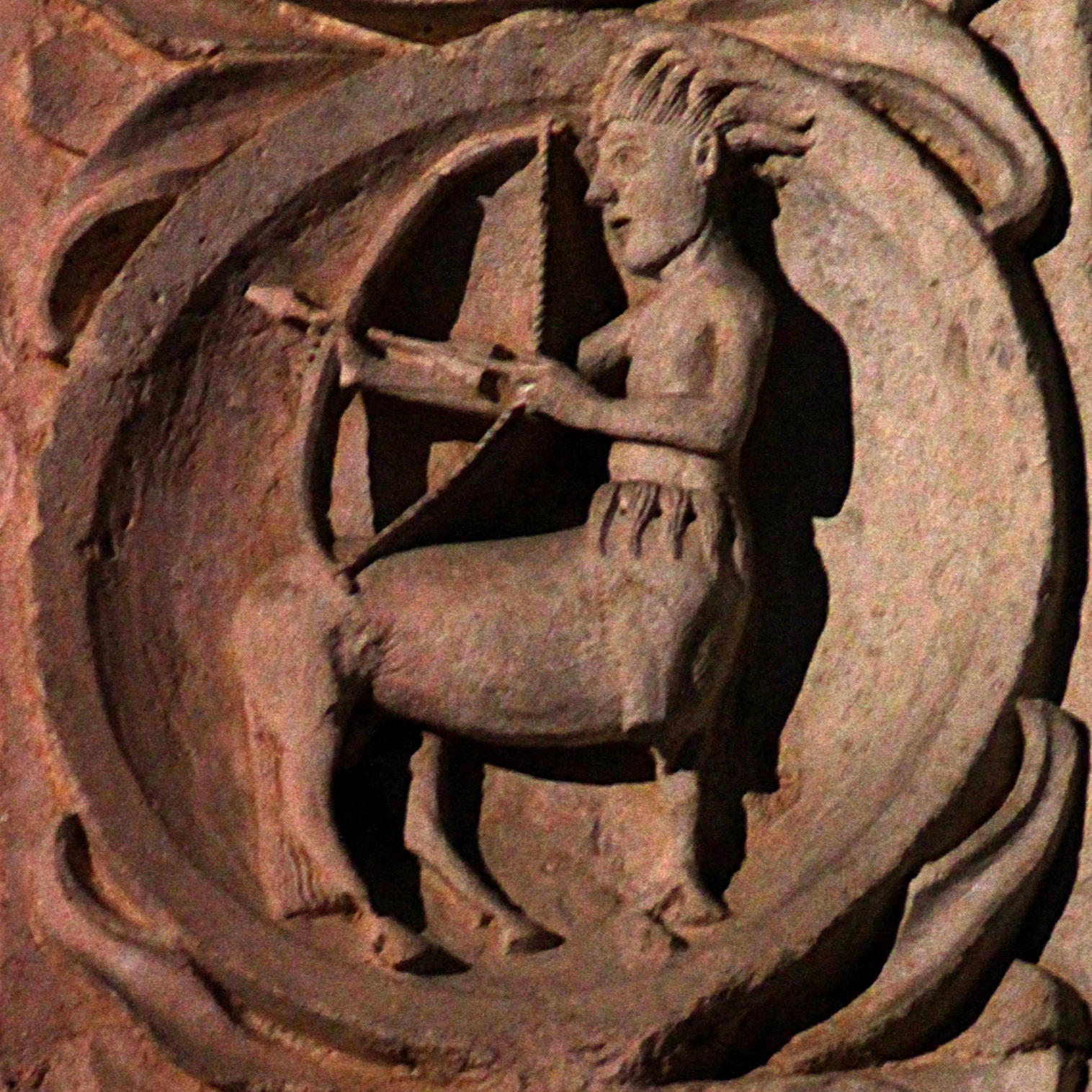

Le sagittaire, entre novembre et décembre, est représenté sous les traits d'un centaure, un arc et des flèches à la main.

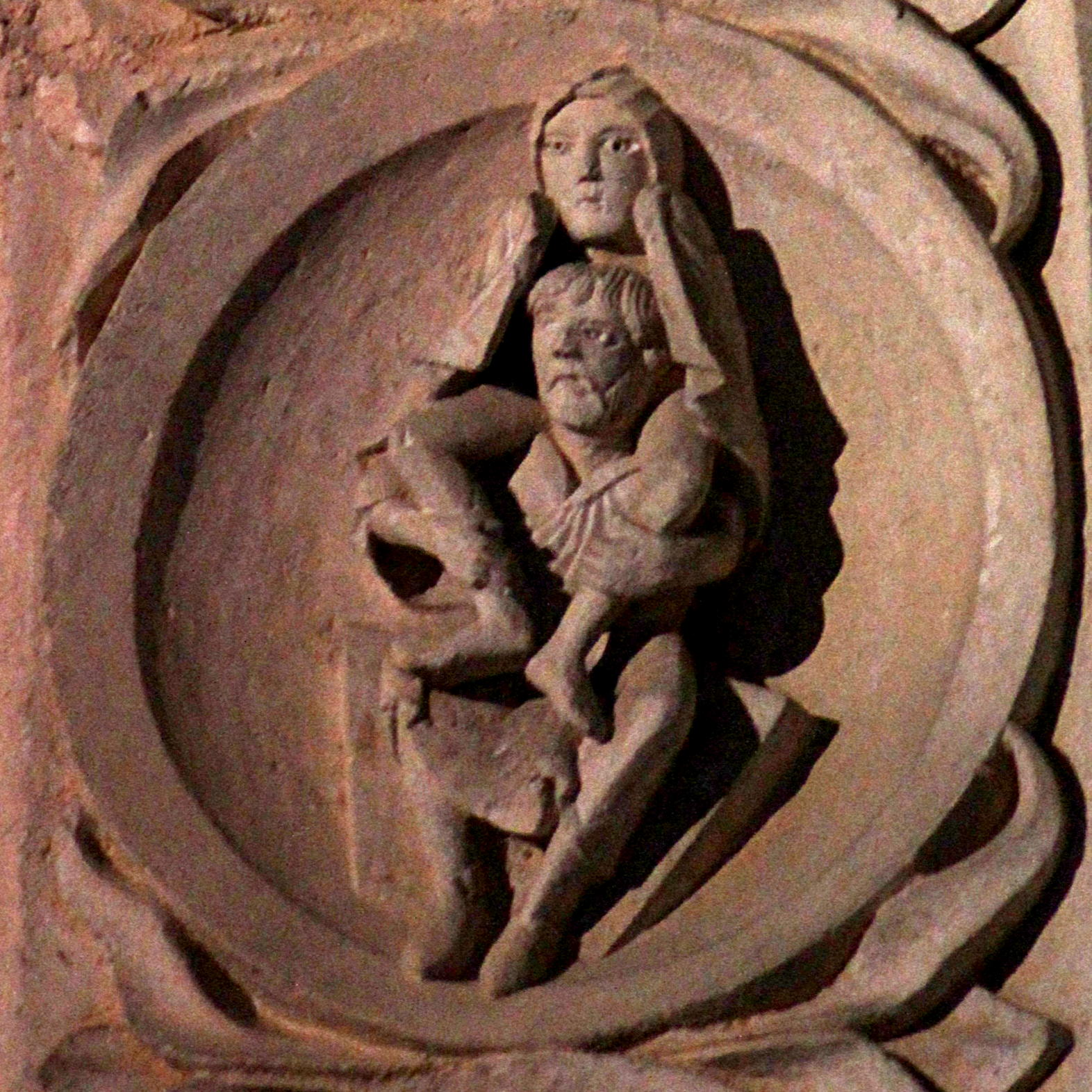

En décembre, entre le sagittaire et le capricorne, un homme porte sur ses épaules une vieille femme, représentant l'année qui s'achève et qui cède la place à la génération suivante.

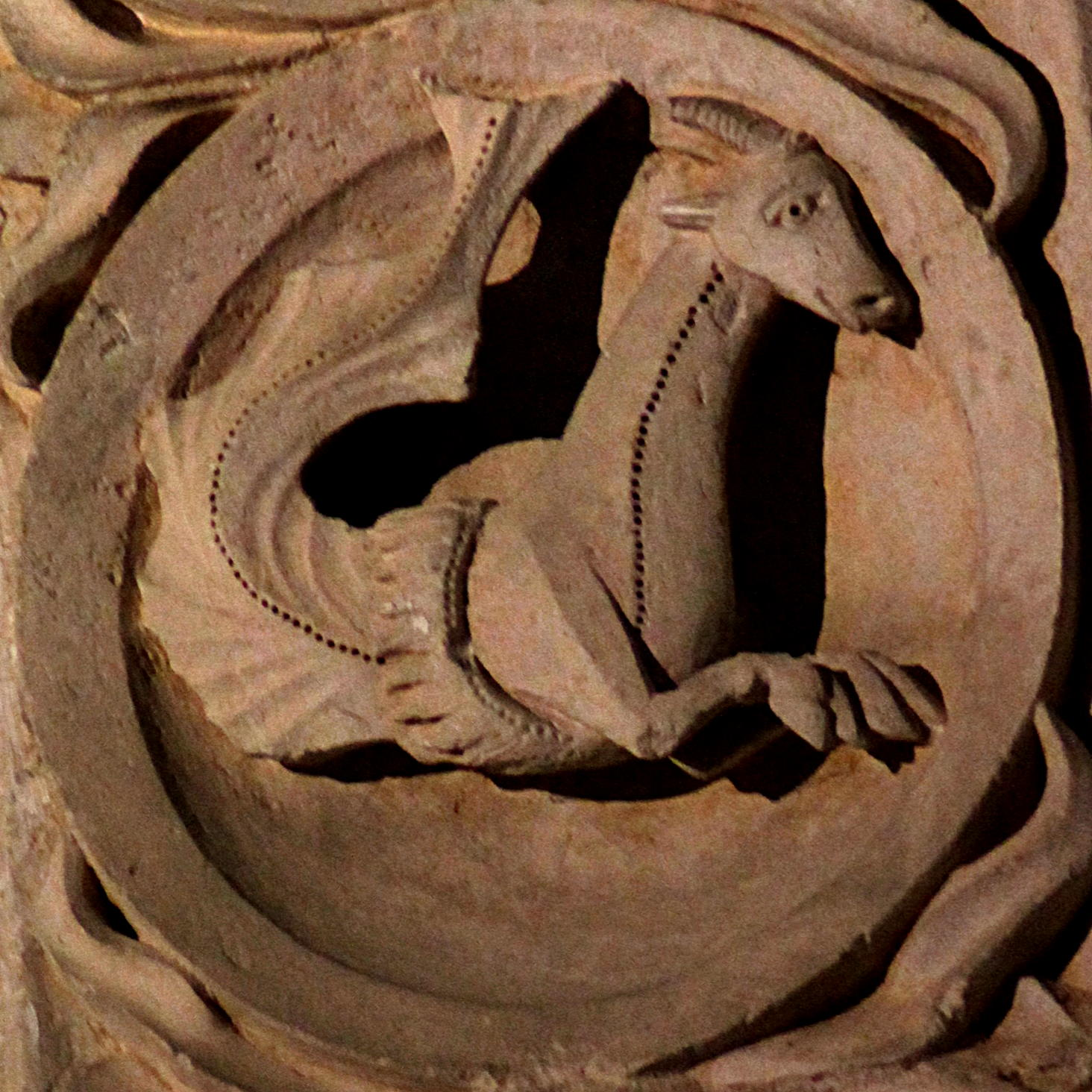

Le Capricorne, entre décembre et janvier, est représenté avec un corps de chèvre et une queue de poisson. Au début de ce signe, le passage au solstice d'hiver marque le début d'une nouvelle année astronomique.